# Prússia
Prússia (em alemão:  Preußen [ˈpʁɔʏsn̩] (escutarⓘ); Prussiano antigo: Prūsa ou Prūsija) foi um estado alemão localizado na maior parte da planície do norte da Europa, ocupando também as regiões sul e leste. Formou o Império Alemão quando uniu os estados alemães em 1871. Foi dissolvido de fato por um decreto de emergência transferindo poderes do governo prussiano ao chanceler alemão Franz von Papen em 1932 e de jure por um decreto aliado em 1947. Durante séculos, a Casa de Hohenzollern governou a Prússia, expandindo seu tamanho com o Exército Prussiano. A Prússia, com sua capital em Königsberg e depois, quando se tornou o Reino da Prússia em 1701, Berlim, moldou decisivamente a história da Alemanha.
O nome Prússia deriva dos antigos prussianos; no século XIII, os Cavaleiros Teutônicos – uma ordem militar medieval católica organizada de cruzados alemães – conquistaram as terras por eles habitadas. Em 1308, os Cavaleiros Teutônicos conquistaram a região da Pomerélia com Danzig. Seu estado monástico foi em grande parte germanizado pela imigração da Alemanha central e ocidental e, no sul, foi polonizado por colonos da Mazóvia. A Segunda Paz de Thorn (1466) imposta dividiu a Prússia na Prússia Real ocidental, tornando-se uma província da Polônia, e a parte oriental, chamada Ducado da Prússia a partir de 1525, um feudo feudal da Coroa da Polônia até 1657. A união de Brandemburgo e do Ducado da Prússia em 1618 levou à proclamação do Reino da Prússia em 1701.
A Prússia entrou para as fileiras das grandes potências logo após se tornar um reino.   Tornou-se cada vez maior e poderoso nos séculos XVIII e XIX. Teve uma voz importante nos assuntos europeus durante o reinado de Frederico, o Grande (1740–1786). No Congresso de Viena (1814–15), que redesenhou o mapa da Europa após a derrota de Napoleão, a Prússia adquiriu novos e ricos territórios, incluindo o Ruhr, rico em carvão. O país então cresceu rapidamente em influência econômica e política, e se tornou o núcleo da Confederação da Alemanha do Norte em 1867, e depois do Império Alemão em 1871. O Reino da Prússia era agora tão grande e tão dominante na nova Alemanha que Junkers e outras elites prussianas se identificaram cada vez mais como alemãs e menos como prussianas.
O Reino terminou em 1918 junto com outras monarquias alemãs que foram extintas pela Revolução Alemã. Na República de Weimar, o Estado Livre da Prússia perdeu quase toda a sua importância legal e política após o golpe de 1932 liderado por Franz von Papen. Posteriormente, foi efetivamente desmantelado no sistema de Gaue alemão nazista em 1935. No entanto, alguns ministérios prussianos foram mantidos e Hermann Göring permaneceu em seu papel como Ministro-Presidente da Prússia até o fim da Segunda Guerra Mundial. Os antigos territórios orientais da Alemanha, que constituíam uma parte significativa da Prússia, perderam a maioria de sua população alemã depois de 1945, quando a República Popular da Polônia e a União Soviética absorveram esses territórios e expulsaram a maioria de seus habitantes alemães em 1950. A Prússia, considerada "portadora de militarismo e reação" pelos Aliados, foi oficialmente abolida por uma declaração Aliada em 1947. O status internacional dos antigos territórios orientais do Reino da Prússia foi disputado até o Tratado de Solução Definitiva com Relação à Alemanha em 1990, mas seu retorno à Alemanha continua sendo uma causa entre políticos de extrema-direita, a Federação dos Expulsos e vários revanchistas e irredentistas políticos.
Os termos "prussiano" e "prussianismo" têm sido frequentemente usados, especialmente fora da Alemanha, para denotar o militarismo, o profissionalismo militar, a agressividade e o conservadorismo Junker da classe de aristocratas proprietários de terras no Leste que dominaram primeiro a Prússia e depois o Império Alemão.

## Símbolos

Brasão de Armas da Prússia (durante o reinado de Guilherme II)

O brasão principal da Prússia, assim como a bandeira da Prússia, representavam uma águia negra sobre um fundo branco.
As cores nacionais preto e branco já eram usadas pelos Cavaleiros Teutônicos e pela Dinastia Hohenzollern. A Ordem Teutônica usava um manto branco bordado com uma cruz preta com detalhes dourados e uma águia imperial preta. A combinação das cores preto e branco com as cores branco e vermelho da Liga Hanseática das cidades livres de Bremen, Hamburgo e Lübeck, bem como de Brandemburgo, resultou na bandeira comercial preta-branca-vermelha da Confederação da Alemanha do Norte, que se tornou a bandeira do Império Alemão em 1871. 
Suum cuique ("a cada um o que tem"), o lema da Ordem da Águia Negra, criada pelo Rei Frederico I em 1701, era frequentemente associado a toda a Prússia. A Cruz de Ferro, uma condecoração militar criada pelo Rei Frederico Guilherme III em 1813, também era comumente associada ao país. A região, originalmente povoada por antigos prussianos do Báltico que foram cristianizados, tornou-se um local privilegiado para a imigração de alemães (mais tarde principalmente protestantes) (ver Ostsiedlung), bem como poloneses e lituanos ao longo das regiões fronteiriças. 

## Território
Antes de sua abolição, o território do Estado Livre da Prússia incluía as províncias da Prússia Oriental; Brandemburgo; Saxônia (incluindo grande parte do atual estado da Saxônia-Anhalt e partes do estado da Turíngia na Alemanha); Pomerânia; Renânia; Vestfália; Silésia (sem a Silésia Austríaca); Schleswig-Holstein; Hanôver; Hesse-Nassau; e uma pequena área isolada no sul chamada Hohenzollern, o lar ancestral da família real prussiana. A terra que os Cavaleiros Teutônicos ocupavam era plana e coberta de solo fértil. A área era perfeitamente adequada para a cultura de trigo em grande escala.  A ascensão da Prússia primitiva foi baseada no cultivo e venda de trigo. A Prússia Teutônica ficou conhecida como o "celeiro da Europa Ocidental" (em alemão, Kornkammer, ou celeiro). As cidades portuárias que surgiram graças à produção de trigo incluíam: Stettin, na Pomerânia (hoje Szczecin, Polônia); Danzig, na Prússia (hoje Gdańsk, Polônia); Riga, na Livônia (hoje Riga, Letônia); Königsberg, na Prússia (hoje Kaliningrado, Rússia); e Memel, na Prússia (hoje Klaipėda, Lituânia). A produção e o comércio de trigo levaram a Prússia a um relacionamento próximo com a Liga Hanseática durante o período de 1356 (fundação oficial da Liga Hanseática) até o declínio da Liga por volta de 1500. 
A expansão da Prússia com base na sua ligação à Liga Hanseática cortou tanto a Polônia como a Lituânia da costa do Mar Báltico e do comércio com o exterior.  Isto significava que a Polónia e a Lituânia seriam inimigas tradicionais da Prússia, que ainda era chamada de Cavaleiros Teutônicos. 

## História

### Ordem Teutônica

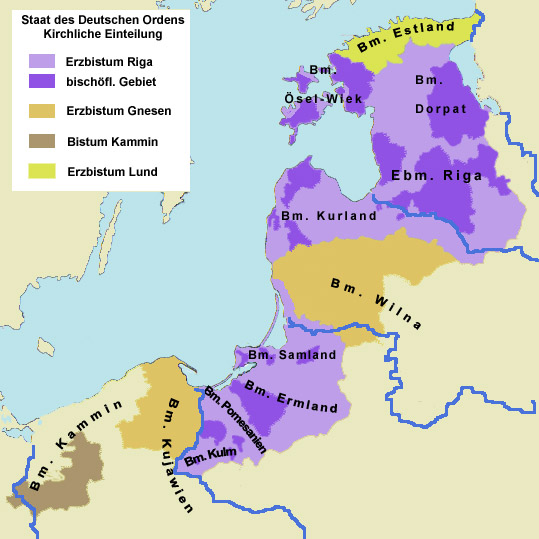
Situação após a conquista no final do século XIII. Áreas em roxo sob controle do Estado Monástico dos Cavaleiros Teutônicos.

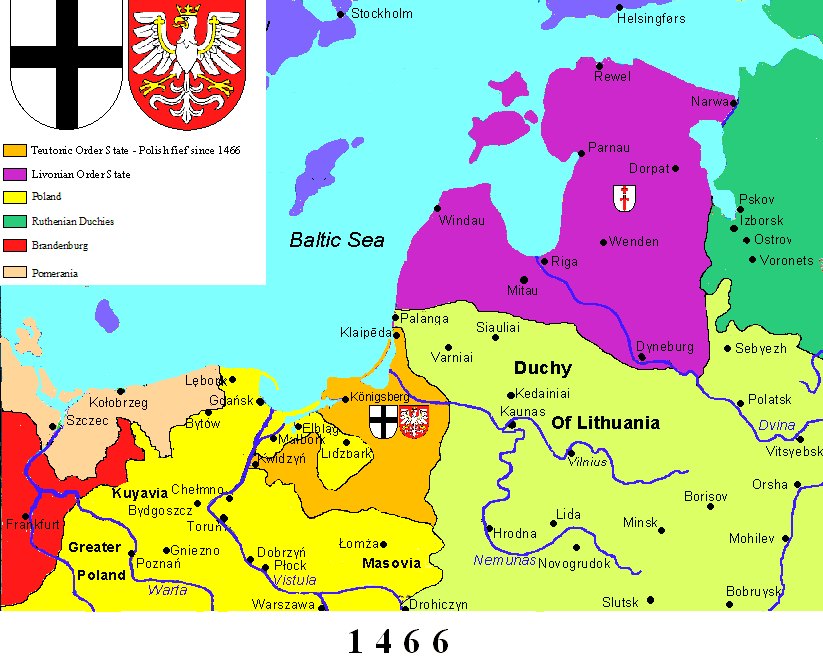
A Ordem Teutônica (laranja) após a Segunda Paz de Thorn (1466)

Em 1211, o rei André II da Hungria concedeu Burzenland, na Transilvânia, como feudo aos Cavaleiros Teutônicos, uma ordem militar alemã de cavaleiros cruzados, com sede no Reino de Jerusalém, em Acre. Em 1225, ele os expulsou, e eles transferiram suas operações para a área do Mar Báltico. Conrado I, o duque polonês da Mazóvia, tentou sem sucesso conquistar a Prússia pagã em cruzadas em 1219 e 1222.  Em 1226, o Duque Conrad convidou os Cavaleiros Teutônicos para conquistar as tribos prussianas do Báltico em suas fronteiras.
Durante 60 anos de lutas contra os antigos prussianos, a Ordem estabeleceu um estado independente que passou a controlar Prūsa. Depois que os Irmãos Livônios da Espada se juntaram à Ordem Teutônica em 1237, a Ordem também controlou a Livônia (hoje Letônia e Estônia). Por volta de 1252, eles concluíram a conquista da tribo prussiana mais ao norte, os escalvianos, bem como dos curônios do Báltico ocidental, e ergueram o Castelo de Memel, que se tornou a principal cidade portuária de Memel. O Tratado de Melno definiu a fronteira final entre a Prússia e o vizinho Grão-Ducado da Lituânia em 1422. 
A Liga Hanseática foi formada oficialmente no norte da Europa em 1356 como um grupo de cidades comerciais. Esta Liga passou a deter o monopólio de todo o comércio que saía do interior da Europa e da Escandinávia e de todo o comércio de navegação no Mar Báltico para países estrangeiros. 
No curso da Ostsiedlung (processo de expansão alemã para o leste), os colonos foram convidados , trazendo mudanças na composição étnica, bem como na língua, cultura e lei das fronteiras orientais das terras alemãs. Como a maioria desses colonos eram alemães, o baixo-alemão se tornou a língua dominante. 
Os Cavaleiros da Ordem Teutônica eram subordinados ao papado e ao Sacro Imperador Romano. Seu relacionamento inicialmente próximo com a Coroa Polonesa se deteriorou depois que eles conquistaram a Pomerélia e Danzig controladas pelos poloneses em 1308. Por fim, a Polônia e a Lituânia, aliadas pela União de Krewo (1385), derrotaram os Cavaleiros na Batalha de Grunwald (Tannenberg) em 1410. 
A Guerra dos Treze Anos (1454–1466) começou quando a Confederação Prussiana, uma coalizão de cidades hanseáticas da Prússia ocidental, se rebelou contra a Ordem e pediu ajuda ao rei polonês, Casimiro IV Jagelão. Os Cavaleiros Teutônicos foram forçados a reconhecer a soberania e a pagar tributo a Casimiro IV na Segunda Paz de Thorn (1466), perdendo a Prússia Ocidental (Prússia Real) para a Polônia no processo. De acordo com a Segunda Paz de Thorn, dois estados prussianos foram estabelecidos. 
Durante o período do estado monástico dos Cavaleiros Teutônicos, mercenários do Sacro Império Romano receberam terras da Ordem e gradualmente formaram uma nova nobreza prussiana fundiária, da qual os Junkers evoluiriam para assumir um papel importante na militarização da Prússia e, mais tarde, da Alemanha. 

### Ducado da Prússia

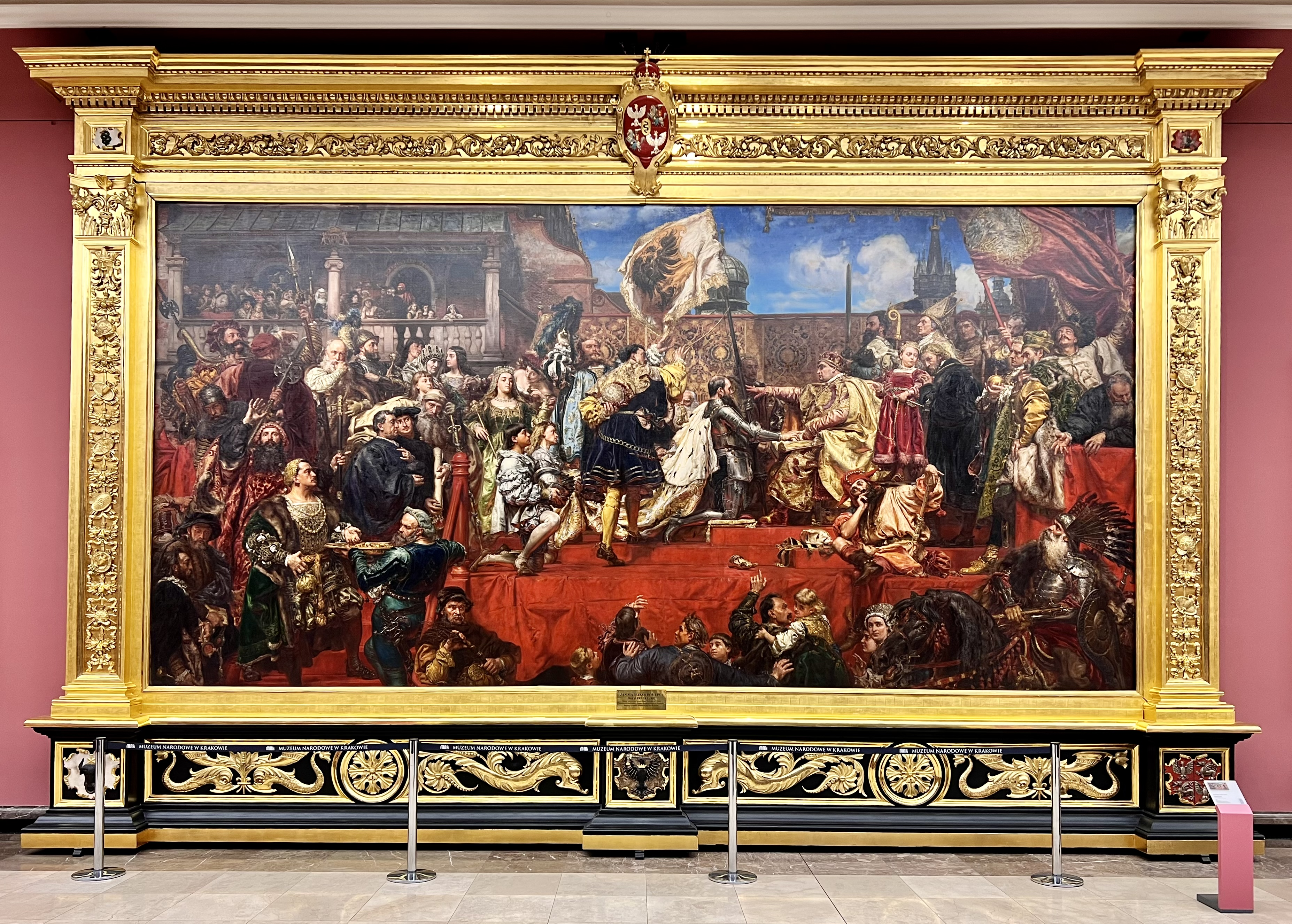
Hołd pruski por Jan Matejko. Após admitir a dependência da Prússia à Coroa Polonesa, Alberto da Prússia recebe a Prússia Ducal como feudo do Rei Sigismundo I, o Velho, da Polônia em 1525.

Em 10 de abril de 1525, após a assinatura do Tratado de Cracóvia, que encerrou oficialmente a Guerra Polaco-Teutônica (1519–1521), na praça principal da capital polonesa Cracóvia, Alberto I renunciou ao seu cargo de Grão-Mestre da Ordem Teutônica e recebeu o título de "Duque da Prússia" do Rei Sigismundo I da Polônia. Como símbolo de vassalagem, Alberto recebeu um estandarte com o brasão de armas da Prússia do rei polonês. A águia prussiana negra na bandeira foi aumentada com uma letra "S" (de Sigismundo) e tinha uma coroa colocada em volta do pescoço como um símbolo de submissão à Polônia. Alberto I, membro de um ramo cadete da Casa de Hohenzollern, tornou-se protestante luterano e secularizou os territórios prussianos da Ordem.  Esta era a área a leste da foz do rio Vístula, mais tarde às vezes chamada de "Prússia propriamente dita". Pela primeira vez, essas terras chegaram às mãos de um ramo da família Hohenzollern, que já governava a Marca de Brandemburgo, desde o século XV. Além disso, com sua renúncia à Ordem, Alberto agora poderia se casar e ter herdeiros legítimos. 

### Brandemburgo-Prússia
Brandemburgo e Prússia se uniram duas gerações depois. Em 1594, a duquesa Ana da Prússia, neta de Alberto I e filha de Alberto Frederico, duque da Prússia (reinou de 1568 a 1618), casou-se com seu primo, o eleitor João Sigismundo de Brandemburgo. Quando Alberto Frederico morreu em 1618 sem herdeiros homens, João Sigismundo recebeu o direito de sucessão ao Ducado da Prússia, então ainda um feudo polonês. A partir desse momento, o Ducado da Prússia esteve em união pessoal com a Marca de Brandemburgo. O estado resultante, conhecido como Brandemburgo-Prússia, consistia em territórios geograficamente desconectados na Prússia, Brandemburgo e nas terras renanas de Cleves e Mark. 

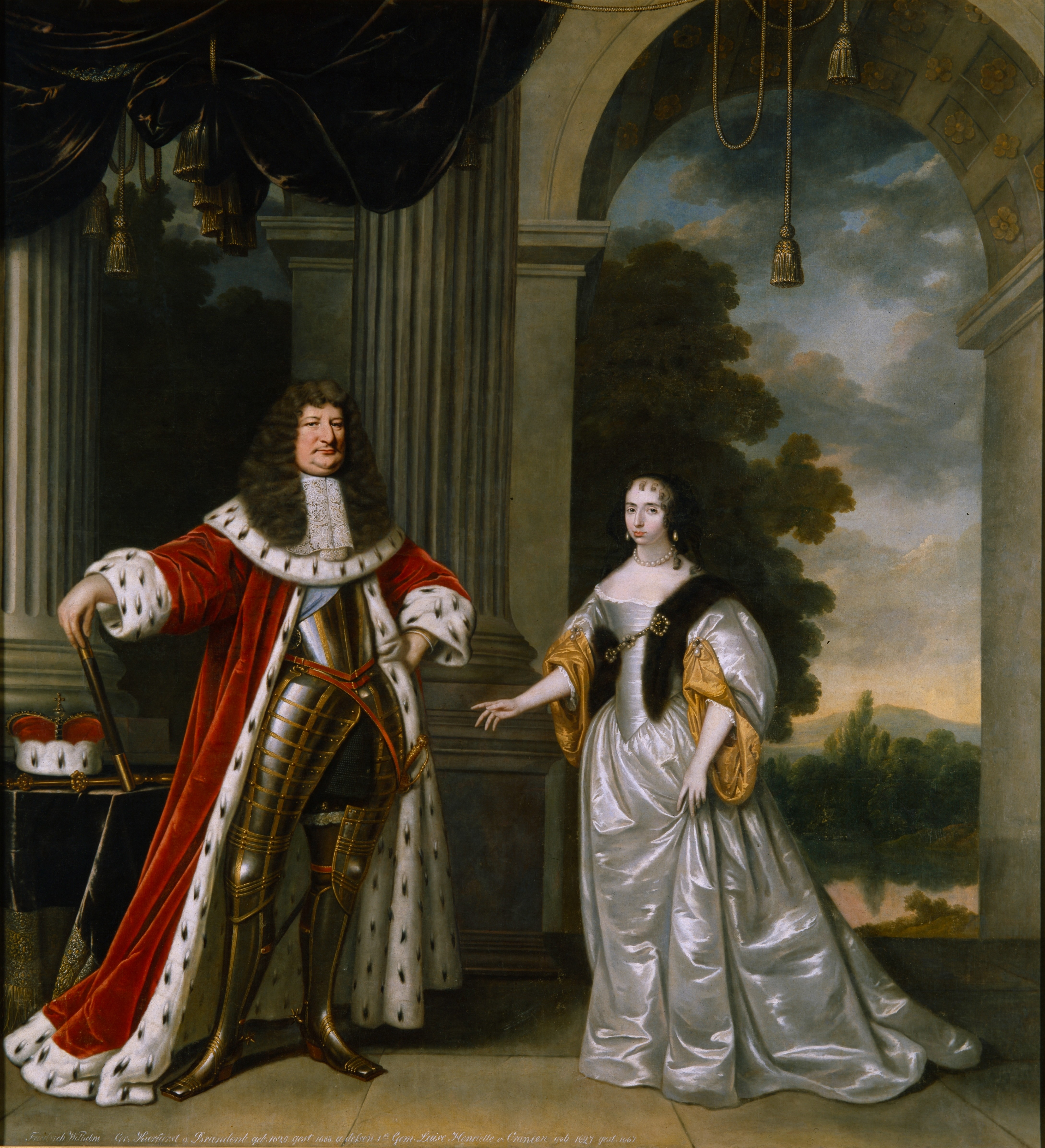
O "Grande Eleitor" e sua esposa

Durante a Guerra dos Trinta Anos (1618–1648), vários exércitos marcharam repetidamente pelas terras desconectadas dos Hohenzollern, especialmente os suecos ocupantes. O ineficaz e militarmente fraco Eleitor George William (1619–1640) fugiu de Berlim para Königsberg, a capital histórica do Ducado da Prússia, em 1637. Seu sucessor, Frederico Guilherme I (1640–1688), reformou o exército para defender as terras. 
Frederico Guilherme I foi a Varsóvia em 1641 para prestar homenagem ao Rei Władysław IV Vasa da Polônia pelo Ducado da Prússia, que ainda era mantido como feudo pela coroa polonesa. Em janeiro de 1656, durante a primeira fase da Segunda Guerra do Norte (1654-1660), ele recebeu o ducado como feudo do rei sueco, que mais tarde lhe concedeu plena soberania no Tratado de Labiau (novembro de 1656). Em 1657, o rei polonês renovou esta concessão nos tratados de Wehlau e Bromberg. Com a Prússia, a dinastia Brandemburgo-Hohenzollern passou a deter um território livre de quaisquer obrigações feudais, o que constituiu a base para sua posterior elevação a reis. 
Frederico Guilherme I conseguiu organizar o eleitorado estabelecendo uma monarquia absoluta em Brandemburgo-Prússia, uma conquista pela qual ele ficou conhecido como o "Grande Eleitor". Acima de tudo, ele enfatizou a importância de um exército poderoso para proteger os territórios desconectados do estado, enquanto o Édito de Potsdam (1685) abriu Brandemburgo-Prússia para a imigração de refugiados protestantes (especialmente huguenotes), e ele estabeleceu uma burocracia para realizar a administração do estado de forma eficiente. 

### Reino da Prússia

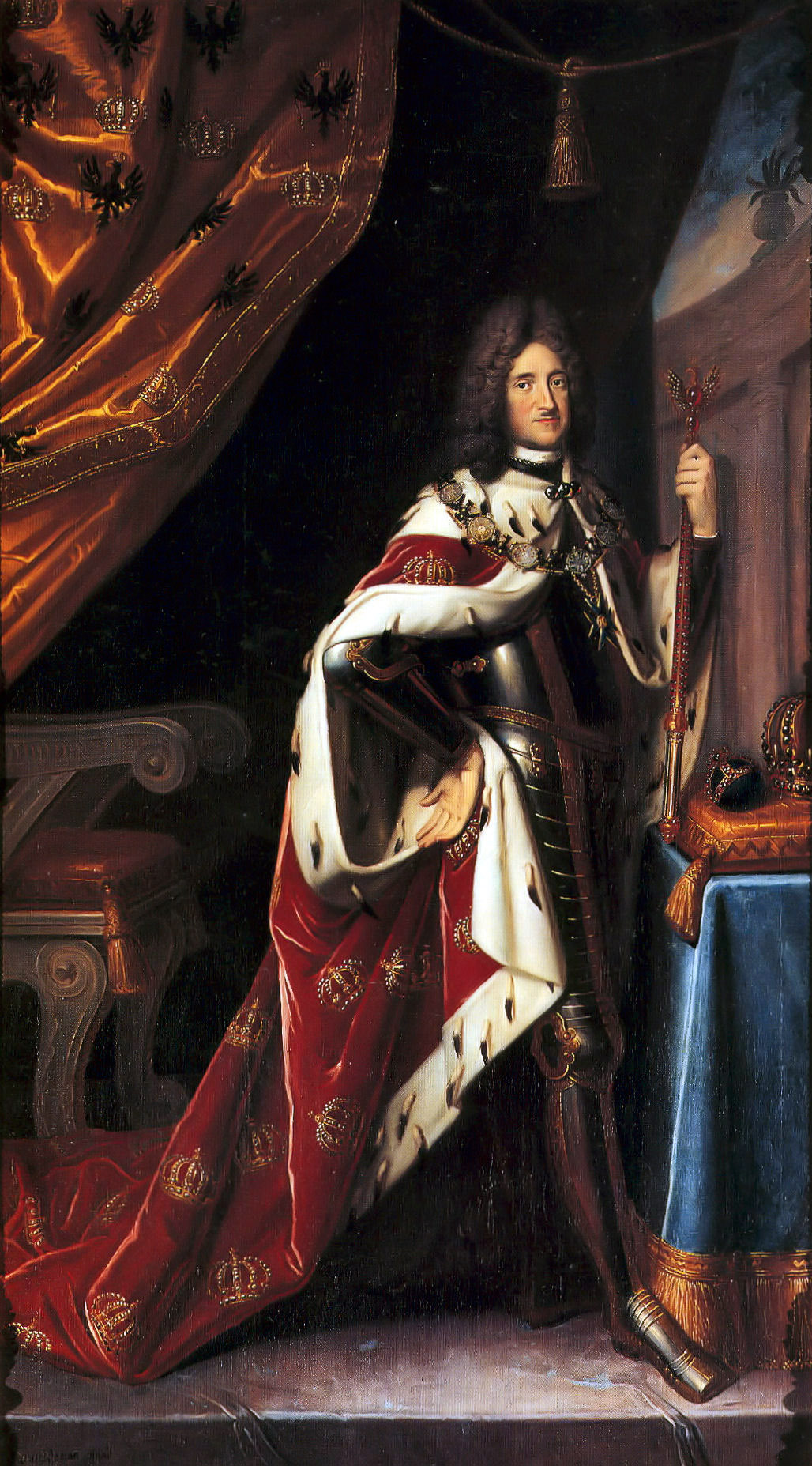
Frederico I, Rei na Prússia

Em 18 de janeiro de 1701, o filho de Frederico Guilherme, o Eleitor Frederico III, elevou a Prússia de ducado a reino e se coroou Rei Frederico I. No Tratado da Coroa de 16 de novembro de 1700, Leopoldo I, imperador do Sacro Império Romano, permitiu que Frederico apenas se intitulasse "Rei na Prússia", não "Rei da Prússia". O estado de Brandemburgo-Prússia ficou comumente conhecido como "Prússia", embora a maior parte de seu território, em Brandemburgo, Pomerânia e Alemanha Ocidental, ficasse fora da Prússia propriamente dita. O estado prussiano cresceu em esplendor durante o reinado de Frederico I, que patrocinou as artes às custas do tesouro. 
Frederico I foi sucedido por seu filho, Frederico Guilherme I (1713–1740), o austero "Rei Soldado", que não se importava com as artes, mas era econômico e prático.  Ele foi o principal criador da alardeada burocracia prussiana e do exército permanente profissionalizado, que ele transformou em um dos mais poderosos da Europa. Suas tropas só entraram em ação brevemente durante a Grande Guerra do Norte. Tendo em vista o tamanho do exército em relação à população total, Mirabeau disse mais tarde: "A Prússia não é um estado com um exército, mas um exército com um estado". Frederico Guilherme também instalou mais de 20.000 refugiados protestantes de Salzburgo na Prússia Oriental pouco povoada, que acabou se estendendo até a margem oeste do rio Neman e outras regiões. No Tratado de Estocolmo (1720), ele adquiriu metade da Pomerânia Sueca. 

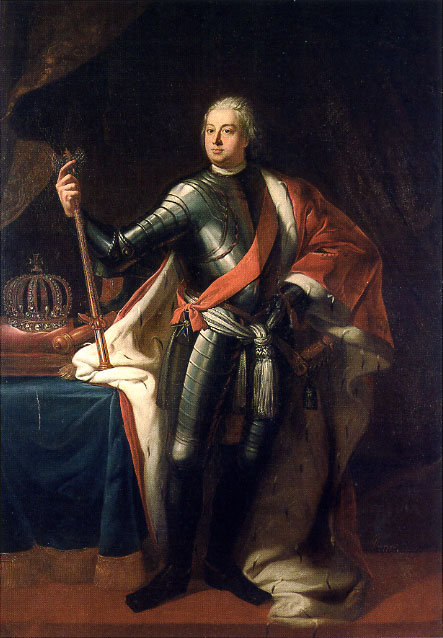
Rei Frederico Guilherme I, "o Rei-Soldado"

Frederico Guilherme I morreu em 1740 e foi sucedido por seu filho, Frederico II, cujas realizações o levaram à reputação de "Frederico, o Grande".  Como príncipe herdeiro, Frederico concentrou-se principalmente na filosofia e nas artes.  Ele era um talentoso flautista e compositor. Em 1740, tropas prussianas cruzaram a fronteira indefesa da Silésia e rapidamente conquistaram a região. A Silésia era a província mais rica da Áustria dos Habsburgos.  Assinalou o início de três Guerras da Silésia (1740–1763).  A Primeira Guerra da Silésia (1740–1742) e a Segunda Guerra da Silésia (1744–1745) foram, historicamente, agrupadas com a guerra europeia geral chamada Guerra da Sucessão Austríaca (1740–1748). O Sacro Imperador Romano Carlos VI morreu em 20 de outubro de 1740. Ele foi sucedido no trono por sua filha, Maria Teresa.
Ao derrotar o exército austríaco na Batalha de Mollwitz em 10 de abril de 1741, Frederico conseguiu conquistar a Baixa Silésia (a metade noroeste da Silésia).  No ano seguinte, 1742, ele conquistou a Alta Silésia (a metade sudeste). Além disso, na Terceira Guerra da Silésia (parte da Guerra dos Sete Anos), Frederico obteve uma vitória sobre a Áustria na Batalha de Lobositz em 1º de outubro de 1756. Apesar de algumas vitórias posteriores, sua situação se tornou muito menos confortável nos anos seguintes, pois ele falhou em suas tentativas de tirar a Áustria da guerra e foi gradualmente reduzido a uma guerra defensiva desesperada. No entanto, ele nunca desistiu e em 3 de novembro de 1760 o rei prussiano venceu outra batalha, a árdua Batalha de Torgau . Apesar de ter estado várias vezes à beira da derrota, Frederico, aliado à Grã-Bretanha, Hanôver e Hesse-Kassel, conseguiu finalmente manter toda a Silésia contra uma coligação da Saxónia, da monarquia dos Habsburgos, da França e da Rússia.  Voltaire, um amigo próximo do rei, certa vez descreveu a Prússia de Frederico, o Grande, dizendo: "...era Esparta pela manhã, Atenas à tarde".

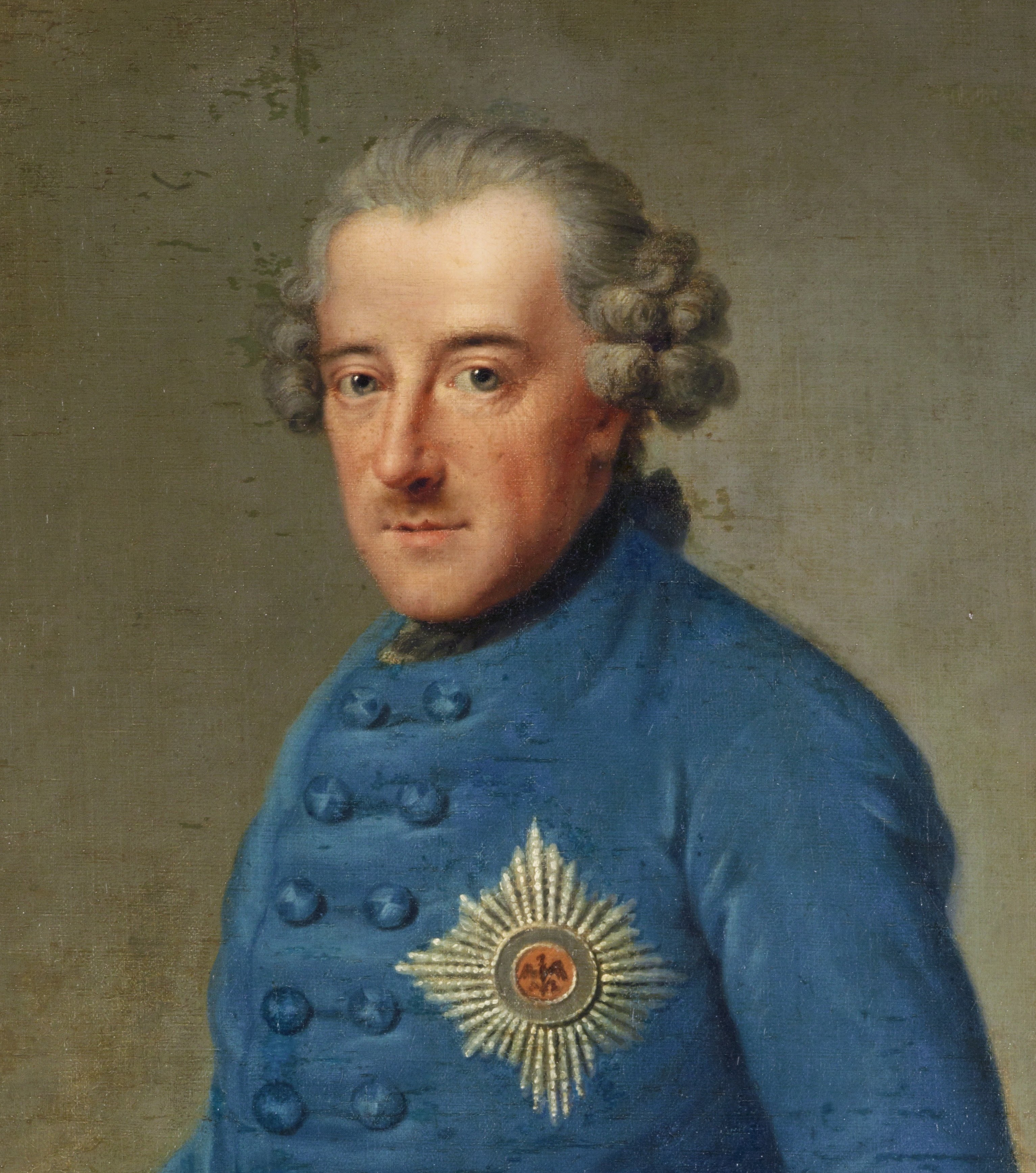
Rei Frederico II, "o Grande"

A Silésia, repleta de solos ricos e prósperas cidades industriais, tornou-se uma região vital para a Prússia, aumentando significativamente a área, a população e a riqueza do país.  O sucesso no campo de batalha contra a Áustria e outras potências provou o status da Prússia como uma das grandes potências da Europa. As Guerras da Silésia deram início a mais de um século de rivalidade e conflito entre a Prússia e a Áustria como os dois estados mais poderosos que operavam dentro do Sacro Império Romano (embora ambos tivessem um extenso território fora do império).  Em 1744, o Condado da Frísia Oriental caiu para a Prússia após a extinção da dinastia Cirksena.
Nos últimos 23 anos de seu reinado até 1786, Frederico II, que se entendia como o "primeiro servidor do Estado", promoveu o desenvolvimento de áreas prussianas como Oderbruch. Ao mesmo tempo, ele fortaleceu o poder militar da Prússia e participou da Primeira Partição da Polônia com a Áustria e a Rússia em 1772, um ato que conectou geograficamente os territórios de Brandemburgo com os da Prússia. A partição também adicionou a Prússia Real Polonesa ao reino, permitindo que Frederico se renomeasse Rei da Prússia. Durante esse período, ele também abriu as fronteiras da Prússia para imigrantes que fugiam da perseguição religiosa em outras partes da Europa, como os huguenotes. A Prússia tornou-se um porto seguro, da mesma forma que os Estados Unidos acolheram os imigrantes que procuravam a liberdade no século XIX. 
Frederico, o Grande (reinou de 1740 a 1786) praticou o absolutismo esclarecido. Ele construiu o melhor exército do mundo e geralmente vencia suas muitas guerras. Ele introduziu um código civil geral, aboliu a tortura e estabeleceu o princípio de que a Coroa não interferiria em questões de justiça.  Ele também promoveu o ensino secundário avançado, precursor do atual sistema de ginásio alemão (escola secundária), que prepara os alunos mais brilhantes para os estudos universitários. O sistema educacional prussiano foi imitado em vários países, incluindo os Estados Unidos. 

#### Guerras Napoleônicas

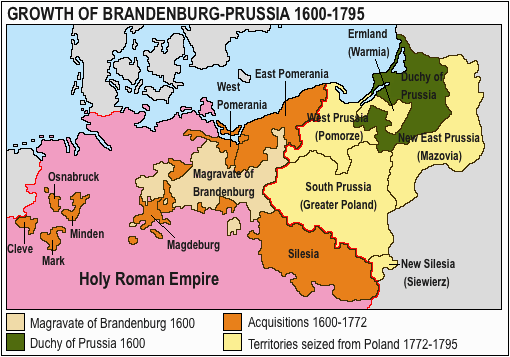
Crescimento de Brandemburgo-Prússia, 1600–1795

Durante o reinado do rei Frederico Guilherme II (1786–1797), a Prússia anexou território polonês adicional por meio da Segunda Partição da Polônia em 1793 e da Terceira Partição da Polônia em 1795. Seu sucessor, Frederico Guilherme III (1797–1840), anunciou a união das igrejas luterana e reformada da Prússia em uma única igreja. 

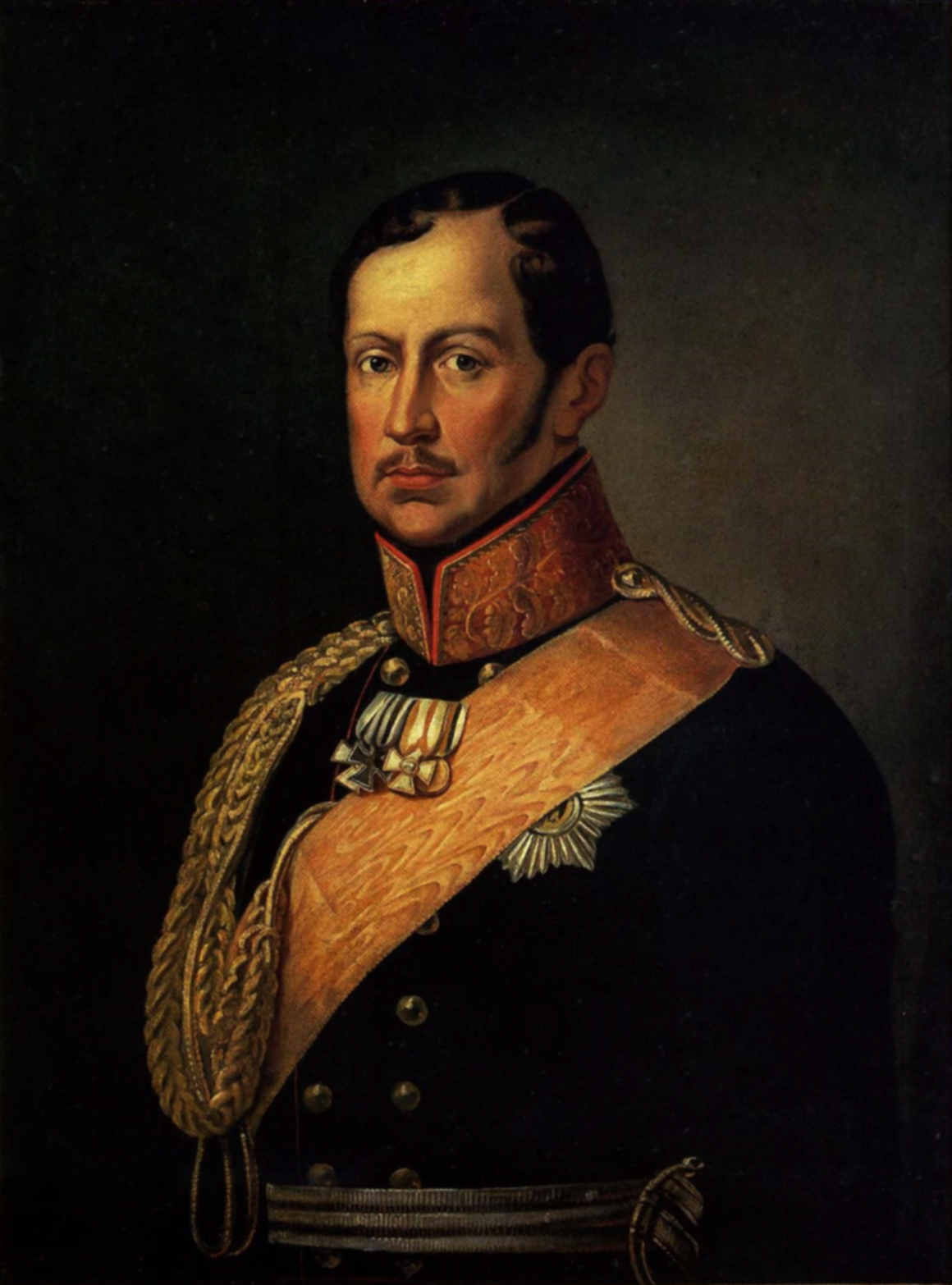
Rei Frederico Guilherme III

A Prússia teve um papel de liderança nas Guerras Revolucionárias Francesas, mas permaneceu quieta por mais de uma década por causa da Paz de Basileia de 1795, apenas para entrar em guerra novamente com a França em 1806, quando as negociações com aquele país sobre a distribuição das esferas de influência na Alemanha falharam. A Prússia sofreu uma derrota devastadora contra as tropas de Napoleão na Batalha de Jena-Auerstedt, levando Frederico Guilherme III e sua família a fugir temporariamente para Memel. Pelos Tratados de Tilsit em 1807, o estado perdeu cerca de um terço de sua área, incluindo as áreas conquistadas na segunda e terceira Partições da Polônia, que agora caíram para o Ducado de Varsóvia. Além disso, o rei foi obrigado a pagar uma grande indemnização, a limitar o seu exército a 42.000 homens e a deixar que os franceses guarnecessem tropas por toda a Prússia, tornando efectivamente o reino num satélite francês. 
Em resposta a essa derrota, reformadores como Stein e Hardenberg começaram a modernizar o estado prussiano. Entre suas reformas estavam a libertação dos camponeses da servidão, a emancipação dos judeus e sua transformação em cidadãos plenos. O sistema escolar foi reorganizado e, em 1818, o livre comércio foi introduzido. O processo de reforma do exército terminou em 1813 com a introdução do serviço militar obrigatório para os homens.  Em 1813, a Prússia conseguiu mobilizar quase 300.000 soldados, mais da metade dos quais eram recrutas da Landwehr de qualidade variável. O restante consistia de soldados regulares que foram considerados excelentes pela maioria dos observadores e muito determinados a reparar a humilhação de 1806. 
Após a derrota de Napoleão na Rússia, a Prússia abandonou sua aliança com a França e participou da Sexta Coligação durante as "Guerras de Libertação" (Befreiungskriege) contra a ocupação francesa. As tropas prussianas sob o comando do marechal Gebhard Leberecht von Blücher contribuíram crucialmente (junto com os britânicos e holandeses) para a vitória final sobre Napoleão na Batalha de Waterloo, em junho de 1815. A recompensa da Prússia em 1815 no Congresso de Viena foi a recuperação de seus territórios perdidos, bem como toda a Renânia, Vestfália, 40% da Saxônia e alguns outros territórios. Essas terras ocidentais eram de vital importância porque incluíam a região do Ruhr, o centro da industrialização incipiente da Alemanha, especialmente na indústria de armas. Esses ganhos territoriais também significaram a duplicação da população da Prússia. Em troca, a Prússia retirou-se de áreas da Polónia central para permitir a criação da Polônia do Congresso sob a soberania russa.  Em 1815, a Prússia tornou-se parte da Confederação Germânica. 

#### Guerras de libertação

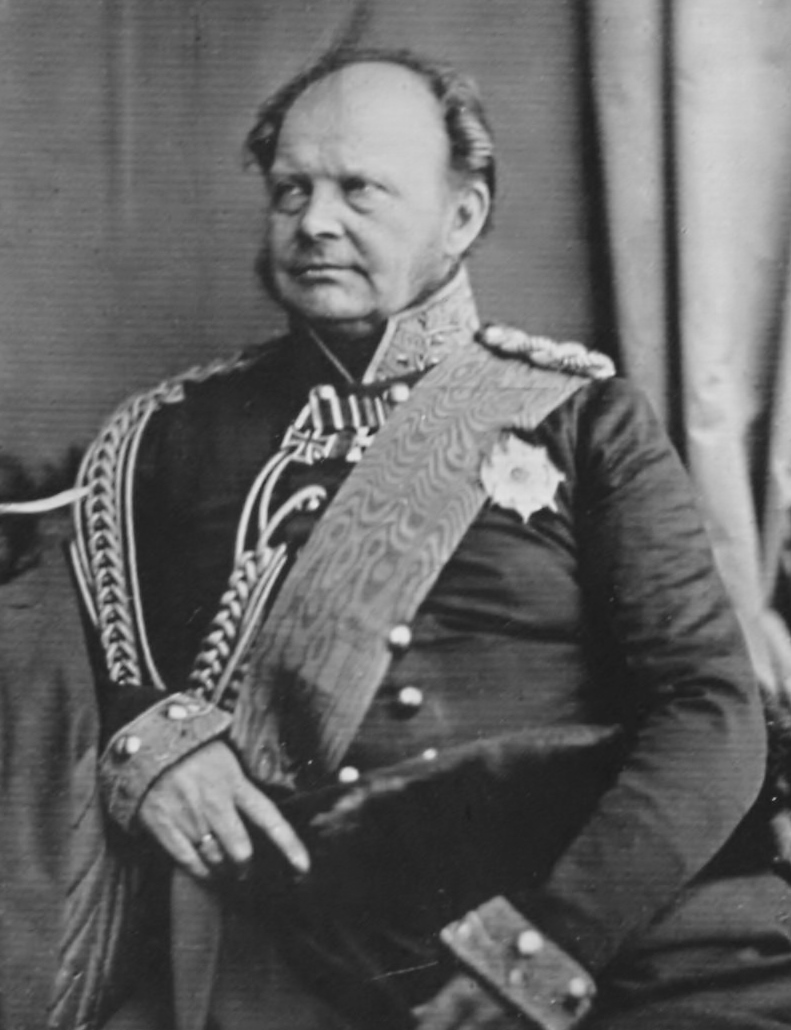
Rei Frederico Guilherme IV

A primeira metade do século XIX viu uma luta prolongada na Alemanha entre os liberais, que queriam uma Alemanha unida e federal sob uma constituição democrática, e os conservadores, que queriam manter a Alemanha como uma colcha de retalhos de estados monárquicos independentes, com a Prússia e a Áustria competindo por influência. Um pequeno movimento que sinalizou o desejo pela unificação alemã neste período foi o movimento estudantil Burschenschaft, formado por estudantes que incentivavam o uso da bandeira preta, vermelha e dourada, discussões sobre uma nação alemã unificada e um sistema político progressista e liberal. Devido ao tamanho e à importância econômica da Prússia, estados menores começaram a aderir à sua área de livre comércio na década de 1820. A Prússia beneficiou grandemente com a criação, em 1834, da União Aduaneira Alemã (Zollverein), que incluía a maioria dos estados alemães, mas excluía a Áustria. 
Em 1848, os liberais viram uma oportunidade quando revoluções eclodiram por toda a Europa. Alarmado, o rei Frederico Guilherme IV concordou em convocar uma Assembleia Nacional e conceder uma constituição. Quando o Parlamento de Frankfurt ofereceu a Frederico Guilherme a coroa de uma Alemanha unida, ele recusou, alegando que não aceitaria uma coroa de uma assembleia revolucionária sem a sanção dos outros monarcas da Alemanha. 
O Parlamento de Frankfurt foi forçado a se dissolver em 1849, e Frederico Guilherme emitiu uma constituição por sua própria autoridade em 1850. Este documento conservador previa um parlamento de duas casas, o Landtag da Prússia. A câmara baixa, ou Câmara dos Representantes da Prússia, era eleita por todos os homens com mais de 25 anos. Eles foram divididos em três classes cujos votos foram ponderados de acordo com a quantidade de impostos pagos. Numa eleição típica, a primeira classe (com aqueles que pagaram mais impostos) incluía 4% dos eleitores e a terceira classe (com aqueles que pagaram menos) tinha 82%, mas cada grupo escolheu o mesmo número de eleitores.  O sistema garantiu o domínio dos homens mais abastados da população. A câmara alta, a Câmara dos Lordes da Prússia, foi nomeada pelo rei. Ele manteve plena autoridade executiva, e os ministros eram responsáveis somente perante ele. Como resultado, o domínio das classes proprietárias de terras, os Junkers, permaneceu ininterrupto, especialmente nas províncias orientais.  A constituição continha, no entanto, uma série de elementos liberais, como a introdução de tribunais de júri e um catálogo de direitos fundamentais que incluíam a liberdade de religião, de expressão e de imprensa. 

#### Guerras de unificação

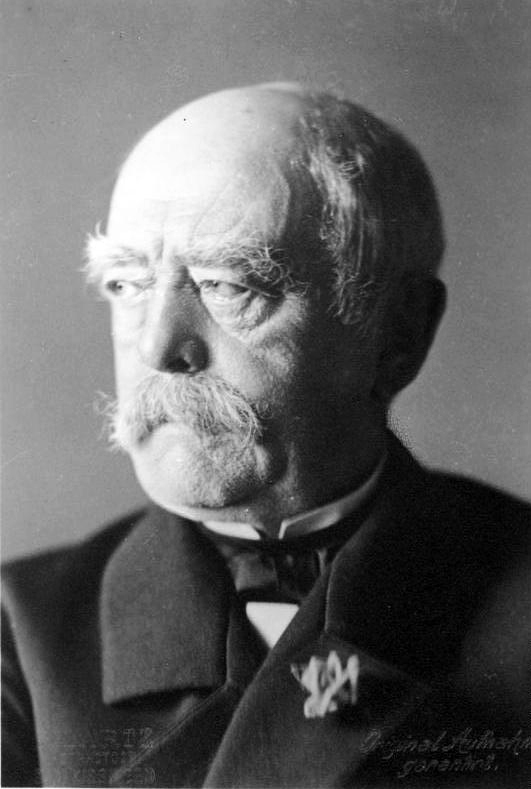
Otto von Bismarck

Em 1862, o Rei Guilherme I nomeou Otto von Bismarck como Ministro-Presidente da Prússia. Bismarck estava determinado a derrotar tanto os liberais quanto os conservadores e aumentar a supremacia e a influência prussiana entre os estados alemães. Houve muito debate sobre se Bismarck realmente planejava criar uma Alemanha unida quando partiu nessa jornada ou se ele simplesmente tirou vantagem das circunstâncias que surgiram. Bismarck conquistou o apoio de grandes setores da população ao prometer liderar a luta por uma maior unificação alemã. Ele guiou com sucesso a Prússia através de três guerras, que unificaram a Alemanha e trouxeram a Guilherme a posição de Imperador Alemão. 

##### Guerras de Schleswig
O Reino da Dinamarca estava na época em união pessoal com os Ducados de Schleswig e Holstein, ambos com laços estreitos entre si, embora apenas Holstein fizesse parte da Confederação Germânica. Quando o governo dinamarquês tentou integrar Schleswig, mas não Holstein, ao estado dinamarquês, a Prússia liderou a Confederação Alemã contra a Dinamarca na Primeira Guerra de Schleswig (1848–1851). Como a Rússia apoiou a Áustria, a Prússia também concedeu predominância à Áustria na Confederação Germânica na Pontilhado de Olmütz em 1850, resultando em um retorno ao status quo.
Em 1863, a Dinamarca introduziu uma constituição compartilhada para a Dinamarca e Schleswig. Isso levou a um conflito com a Confederação Alemã, que autorizou a ocupação de Holstein pela Confederação, da qual as forças dinamarquesas se retiraram. Em 1864, forças prussianas e austríacas cruzaram a fronteira entre Holstein e Schleswig, iniciando a Segunda Guerra de Schleswig. As forças austro-prussianas derrotaram os dinamarqueses, que renderam ambos os territórios. Na Convenção de Gastein de 1865, a Prússia assumiu a administração de Schleswig, enquanto a Áustria assumiu a de Holstein. 

##### Guerra Austro-Prussiana

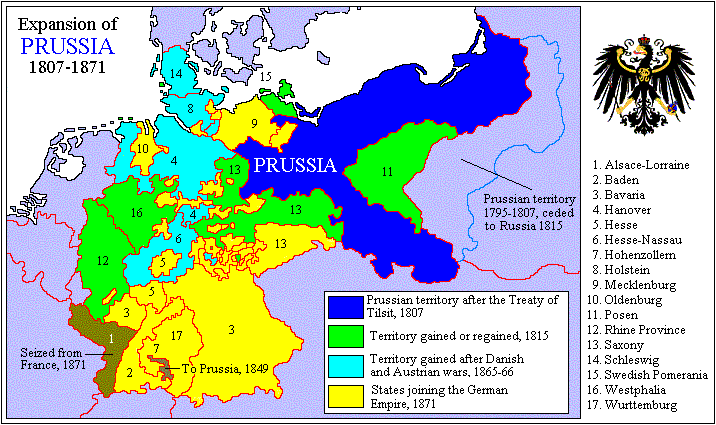
Expansão da Prússia, 1807–1871

Bismarck percebeu que a administração dupla de Schleswig e Holstein era apenas uma solução temporária, e as tensões aumentaram entre a Prússia e a Áustria. A luta pela supremacia na Alemanha levou então à Guerra Austro-Prussiana (1866), desencadeada pela disputa por Schleswig e Holstein, com Bismarck usando injustiças propostas como razão para a guerra. 
Do lado austríaco ficavam os estados do sul da Alemanha (incluindo Baviera e Württemberg), alguns estados do centro da Alemanha (incluindo a Saxônia) e Hanôver no norte. Do lado da Prússia estavam a Itália, a maioria dos estados do norte da Alemanha e alguns estados menores do centro da Alemanha. Por fim, as tropas prussianas, mais bem armadas, obtiveram a vitória crucial na Batalha de Königgrätz, sob o comando de Helmuth von Moltke  A luta de um século entre Berlim e Viena pelo domínio da Alemanha estava agora encerrada. Como um espetáculo secundário nesta guerra, a Prússia derrotou Hanover na Batalha de Langensalza (1866). Enquanto Hanover esperava em vão pela ajuda da Grã-Bretanha (pois antes estavam em união pessoal), a Grã-Bretanha manteve-se fora de um confronto com uma grande potência continental e a Prússia satisfez seu desejo de fundir os territórios outrora separados e ganhar forte poder econômico e estratégico, particularmente pelo acesso total aos recursos do Ruhr. 
Bismarck desejava a Áustria como aliada no futuro e, por isso, recusou-se a anexar qualquer território austríaco. Mas na Paz de Praga em 1866, a Prússia anexou quatro aliados da Áustria no norte e centro da Alemanha – Hanôver, Hesse-Kassel, Nassau e Frankfurt . A Prússia também conquistou o controle total de Schleswig-Holstein . Como resultado desses ganhos territoriais, a Prússia agora se estendia ininterruptamente pelos dois terços do norte da Alemanha e continha dois terços da população do país. A Confederação Germânica foi dissolvida, e a Prússia impulsionou os 21 estados ao norte do rio Meno a formar a Confederação Germânica do Norte. 
A Prússia era o estado dominante na nova confederação, já que o reino compreendia quase quatro quintos do território e da população do novo estado. O controle quase total da Prússia sobre a confederação foi garantido na constituição redigida por Bismarck em 1867. O poder executivo era exercido por um presidente, auxiliado por um chanceler que respondia somente a ele. A presidência era um cargo hereditário dos governantes Hohenzollern da Prússia. Havia também um parlamento com duas casas. A câmara baixa, ou Reichstag (Dieta), era eleita por sufrágio universal masculino. A câmara alta, ou Bundesrat (Conselho Federal), era nomeada pelos governos estaduais. O Bundesrat era, na prática, a câmara mais forte. A Prússia teve 17 dos 43 votos e pôde facilmente controlar os procedimentos por meio de alianças com os outros estados. 
Como resultado das negociações de paz, os estados ao sul do Meno permaneceram teoricamente independentes, mas receberam a proteção (obrigatória) da Prússia. Além disso, foram concluídos tratados de defesa mútua. Entretanto, a existência desses tratados foi mantida em segredo até que Bismarck os tornou públicos em 1867, quando a França tentou adquirir Luxemburgo. 

##### Guerra Franco-Prussiana

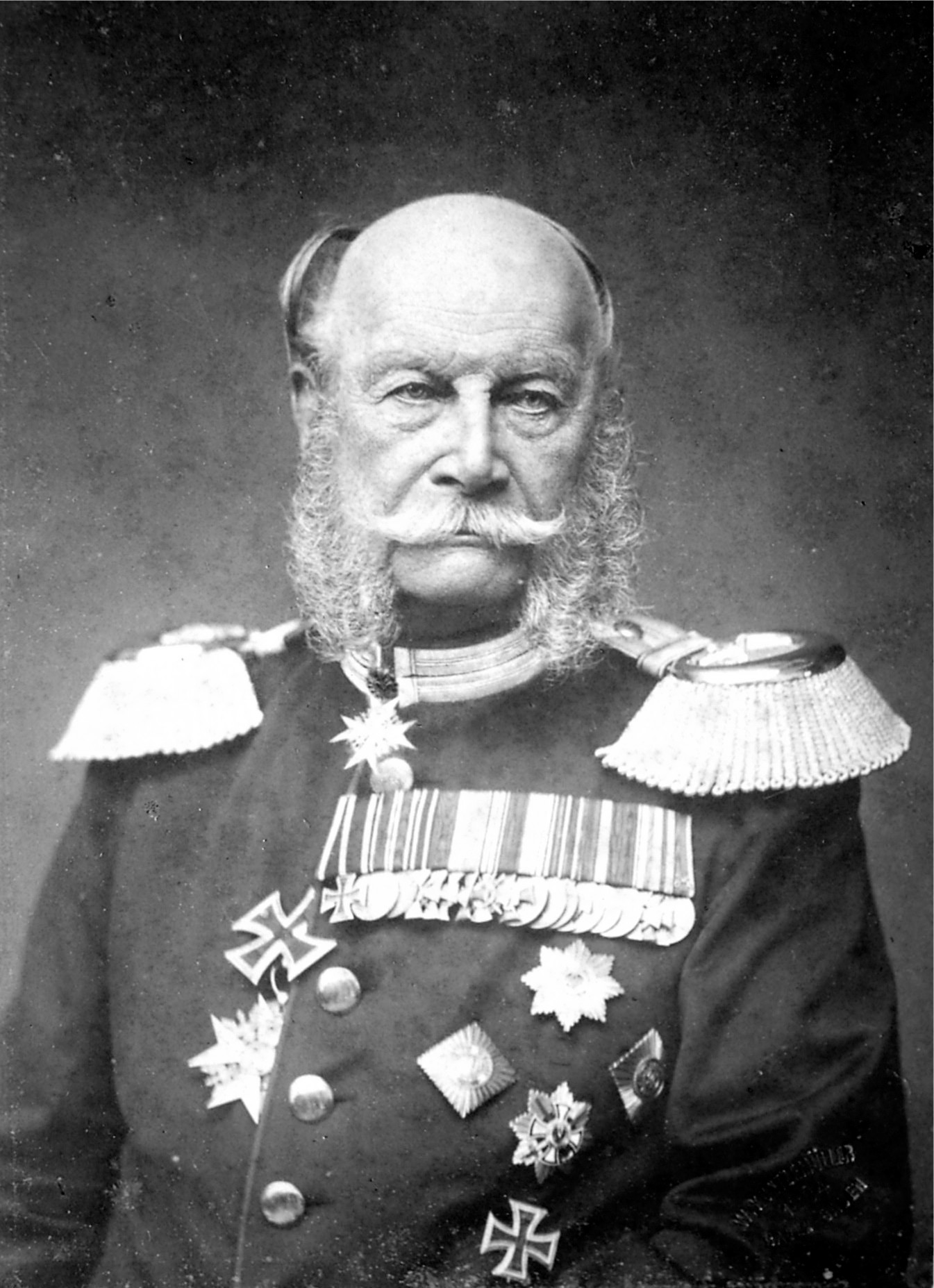
Kaiser Guilherme I

A controvérsia com o Segundo Império Francês sobre a candidatura de Leopoldo, Príncipe de Hohenzollern, ao trono espanhol foi intensificada tanto pela França quanto por Bismarck. Com seu Ems Dispatch, Bismarck aproveitou um incidente em que o embaixador francês abordou William. O governo de Napoleão III, esperando outra guerra civil entre os estados alemães, declarou guerra à Prússia, continuando a inimizade franco-alemã. Entretanto, honrando seus tratados, os estados alemães uniram forças e rapidamente derrotaram a França na Guerra Franco-Prussiana em 1870. Após a vitória sob a liderança de Bismarck e da Prússia, Baden, Württemberg e Baviera, que permaneceram fora da Confederação da Alemanha do Norte, aceitaram a incorporação em um Império Alemão unido. 
O império era uma solução "menor alemã" (em alemão, "kleindeutsche Lösung") para a questão de unir todos os povos de língua alemã em um estado, porque excluía a Áustria, que permanecia conectada à Hungria e cujos territórios incluíam populações não alemãs. Em 18 de janeiro de 1871 (170º aniversário da coroação do Rei Frederico I), Guilherme foi proclamado "Imperador Alemão" (não "Imperador da Alemanha") no Salão dos Espelhos em Versalhes, nos arredores de Paris, enquanto a capital francesa ainda estava sob cerco. 

#### Império Alemão

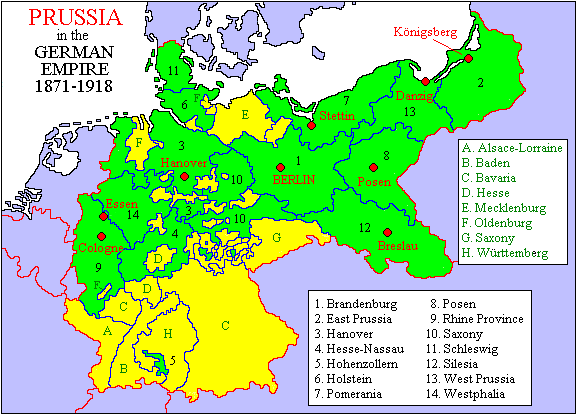
Prússia no Império Alemão de 1871 a 1918

As duas décadas após a unificação da Alemanha foram o auge da sorte da Prússia, mas as sementes para potenciais conflitos estavam embutidas no sistema político prussiano-alemão. 

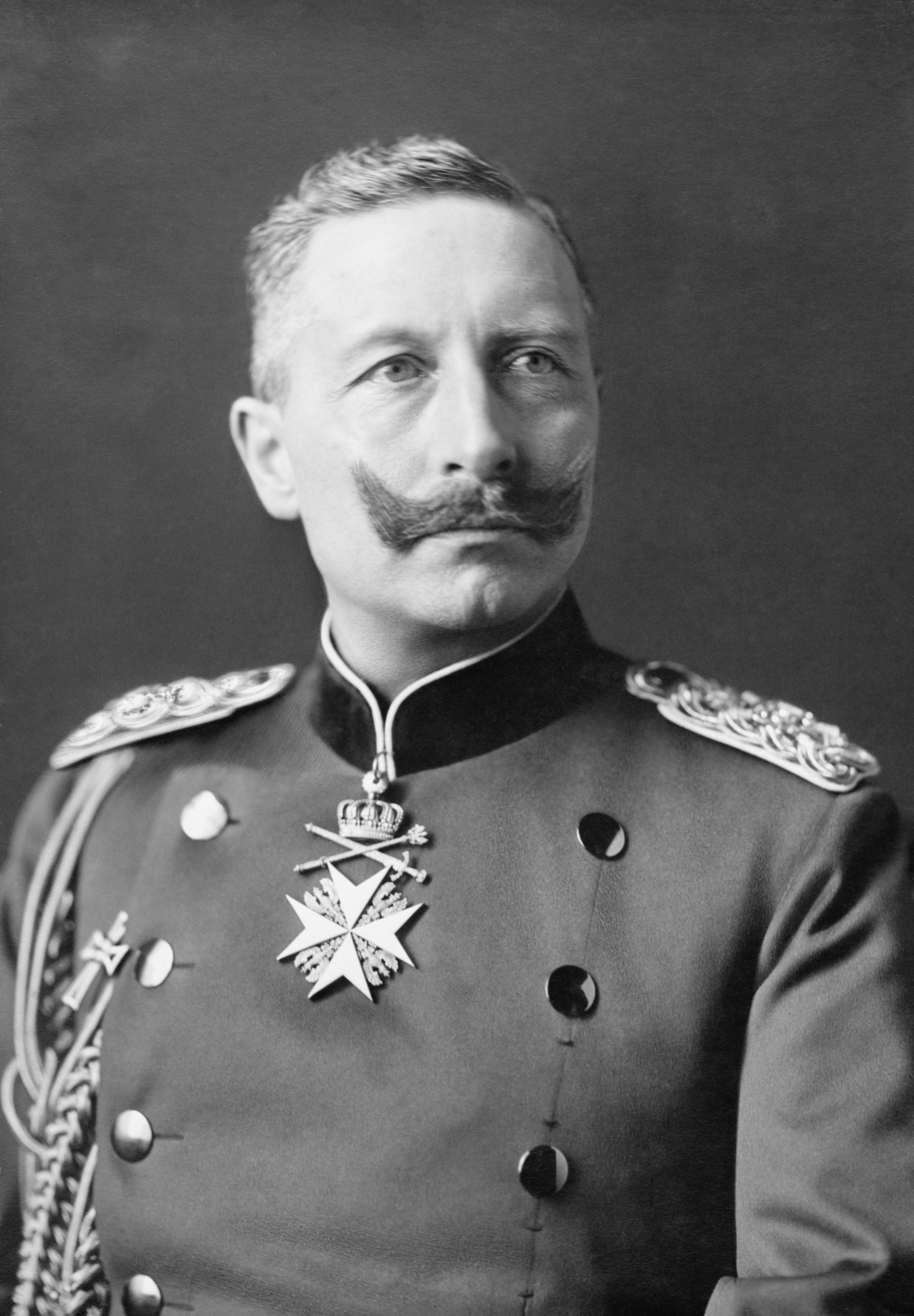
Kaiser Guilherme II

A Constituição do Império Alemão era uma versão da constituição da Confederação da Alemanha do Norte. Oficialmente, o Império Alemão era um estado federal. Na prática, a Prússia ofuscou o resto do império. A Prússia incluía três quintos do território alemão e dois terços de sua população. O Exército Imperial Alemão era, na prática, um exército prussiano ampliado, embora os outros reinos (Baviera, Saxônia e Württemberg) mantivessem seus próprios pequenos exércitos, ficando sob controle imperial em tempos de guerra. A coroa imperial era um cargo hereditário da Casa de Hohenzollern, a casa real da Prússia. O Ministro Presidente da Prússia foi, exceto por dois breves períodos (janeiro-novembro de 1873 e 1892-94), também chanceler imperial . Mas o próprio império não tinha o direito de cobrar impostos diretamente de seus súditos; as únicas rendas totalmente sob controle federal eram os direitos alfandegários, os impostos especiais de consumo e a receita dos serviços postais e telegráficos. Embora todos os homens com mais de 25 anos pudessem votar nas eleições imperiais, a Prússia manteve seu restritivo sistema de votação de três classes. Isso efetivamente exigia que o rei/imperador e o primeiro-ministro/chanceler buscassem maiorias de legislaturas eleitas por duas franquias diferentes. Tanto no reino quanto no império, os distritos eleitorais originais nunca foram redesenhados para refletir mudanças na população, o que significa que as áreas rurais estavam extremamente super-representadas na virada do século XX. 
Como resultado, a Prússia e o Império Alemão eram uma espécie de paradoxo. Bismarck sabia que seu novo Império Alemão era agora um colosso e economicamente e militarmente dominante na Europa; a Grã-Bretanha ainda era dominante nas finanças, no comércio e no mar. Ele declarou a Alemanha uma potência "satisfeita", usando seus talentos para preservar a paz, por exemplo, no Congresso de Berlim. Bismarck não criou seu próprio partido. Ele teve sucesso misto em algumas de suas políticas domésticas. Sua Kulturkampf anticatólica dentro da Prússia (e não no estado alemão em geral) foi um fracasso. Ele encerrou seu apoio aos liberais anticlericais e trabalhou com o Partido do Centro Católico. Ele tentou destruir o movimento socialista, com sucesso limitado. A grande população polaca resistiu à germanização. 
Frederico III tornou-se imperador em março de 1888, após a morte de seu pai, mas morreu de câncer apenas 99 dias depois. 
Aos 29 anos, Guilherme tornou-se Kaiser Guilherme II após uma juventude difícil e conflitos com sua mãe britânica Vitória, Princesa Real. Ele revelou-se um homem de experiência limitada, visões estreitas e reacionárias, mau julgamento e, ocasionalmente, mau humor, o que afastou antigos amigos e aliados. 

### Ferrovias
A Prússia nacionalizou suas ferrovias na década de 1880, em um esforço para reduzir as taxas do serviço de frete e igualar essas taxas entre os transportadores. Em vez de reduzir as taxas o máximo possível, o governo administrou as ferrovias como um empreendimento lucrativo, e os lucros ferroviários se tornaram uma importante fonte de receita para o estado. A nacionalização das ferrovias retardou o desenvolvimento econômico da Prússia porque o estado favoreceu as áreas agrícolas relativamente atrasadas na construção de suas ferrovias. Além disso, os excedentes ferroviários substituíram o desenvolvimento de um sistema fiscal adequado. 

### O Estado Livre da Prússia na República de Weimar

Estados federais da República de Weimar, com a Prússia em cinza claro. Após a Primeira Guerra Mundial, as províncias de Posen e Prússia Ocidental foram em grande parte incorporadas à Segunda República Polonesa; Posen-Prússia Ocidental e o distrito da Prússia Ocidental foram formados a partir das partes restantes.

Devido a Revolução Alemã de 1918, Guilherme II abdicou como Imperador Alemão e Rei da Prússia. A Prússia foi proclamada um "Estado Livre" (ou seja, uma república, em alemão: Freistaat) dentro da nova República de Weimar e em 1920 recebeu uma constituição democrática.
Quase todas as perdas territoriais da Alemanha, especificadas no Tratado de Versalhes, foram áreas que faziam parte da Prússia: Eupen e Malmedy para a Bélgica; Schleswig do Norte para a Dinamarca; o Território de Memel para a Lituânia; a área de Hultschin para a Tchecoslováquia. Muitas das áreas anexadas pela Prússia nas partições da Polônia, como as províncias de Posen e Prússia Ocidental, bem como a Alta Silésia oriental, foram para a Segunda República Polonesa. Danzig tornou-se a Cidade Livre de Danzig sob a administração da Liga das Nações. Além disso, o Saargebiet foi criado principalmente a partir de antigos territórios prussianos, exceto o atual distrito de Saarpfalz, que fazia parte do Reino da Baviera. A Prússia Oriental se tornou um enclave, acessível somente por navio (Serviço Marítimo da Prússia Oriental) ou por uma ferrovia através do corredor polonês.
O governo alemão considerou seriamente dividir a Prússia em estados menores, mas o sentimento tradicionalista acabou prevalecendo e a Prússia se tornou de longe o maior estado da República de Weimar, abrangendo 60% de seu território. Com a abolição do antigo direito de voto prussiano, tornou-se um reduto da esquerda. A sua incorporação da “Berlim Vermelha” e da área industrializada do Ruhr, ambas com maiorias da classe trabalhadora, garantiu o domínio da esquerda. 
De 1919 a 1932, a Prússia foi governada por uma coalizão dos Social-Democratas, do Centro Católico e dos Democratas Alemães; de 1921 a 1925, os governos de coalizão incluíram o Partido Popular Alemão. Ao contrário de outros estados do Reich alemão, o governo majoritário dos partidos democráticos na Prússia nunca foi ameaçado. No entanto, na Prússia Oriental e em algumas áreas rurais, o Partido Nazista de Adolf Hitler ganhou cada vez mais influência e apoio popular, especialmente da classe média baixa a partir de 1930. Com exceção da Alta Silésia católica, o Partido Nazista se tornou, em 1932, o maior partido na maior parte do Estado Livre da Prússia. No entanto, os partidos democráticos em coligação permaneceram a maioria, enquanto os comunistas e os nazistas estavam na oposição. 
O prussiano oriental Otto Braun, que foi ministro-presidente prussiano quase continuamente de 1920 a 1932, é considerado um dos sociais-democratas mais capazes da história. Ele implementou diversas reformas inovadoras junto com seu ministro do Interior, Carl Severing, que também serviram de modelo para a futura República Federal da Alemanha. Por exemplo, um ministro-presidente prussiano só poderia ser forçado a deixar o cargo se houvesse uma "maioria positiva" para um possível sucessor. Este conceito, conhecido como voto construtivo de desconfiança, foi transferido para a Lei Fundamental da República Federal da Alemanha. A maioria dos historiadores considera o governo prussiano durante este período como muito mais bem-sucedido do que o da Alemanha como um todo. 
Em contraste com seu autoritarismo pré-guerra, a Prússia foi um pilar da democracia na República de Weimar. Este sistema foi destruído pelo Preußenschlag ("golpe prussiano") do Chanceler do Reich, Franz von Papen. Neste golpe de estado, o governo do Reich depôs o governo prussiano em 20 de julho de 1932, sob o pretexto de que este havia perdido o controle da ordem pública na Prússia (durante o Domingo Sangrento de Altona, Hamburgo, que ainda fazia parte da Prússia naquela época) e usando evidências fabricadas de que os sociais-democratas e os comunistas estavam planejando um "putsch" conjunto. O Ministro da Defesa, General Kurt von Schleicher, que foi o principal responsável pelo golpe, fabricou provas de que a polícia prussiana sob as ordens de Braun estava a favorecer o comunista Rotfrontkämpferbund em confrontos de rua com a SA como parte de um alegado plano para fomentar uma revolução marxista, que ele usou para obter um decreto de emergência do Presidente Paul von Hindenburg impondo o controle do Reich na Prússia.  Papen nomeou-se comissário do Reich para a Prússia e assumiu o controle do governo. O Preußenschlag tornou mais fácil, apenas meio ano depois, para Hitler tomar o poder decisivamente na Alemanha, uma vez que ele tinha todo o aparelho do governo prussiano, incluindo a polícia, à sua disposição. 

### Prússia e o Terceiro Reich

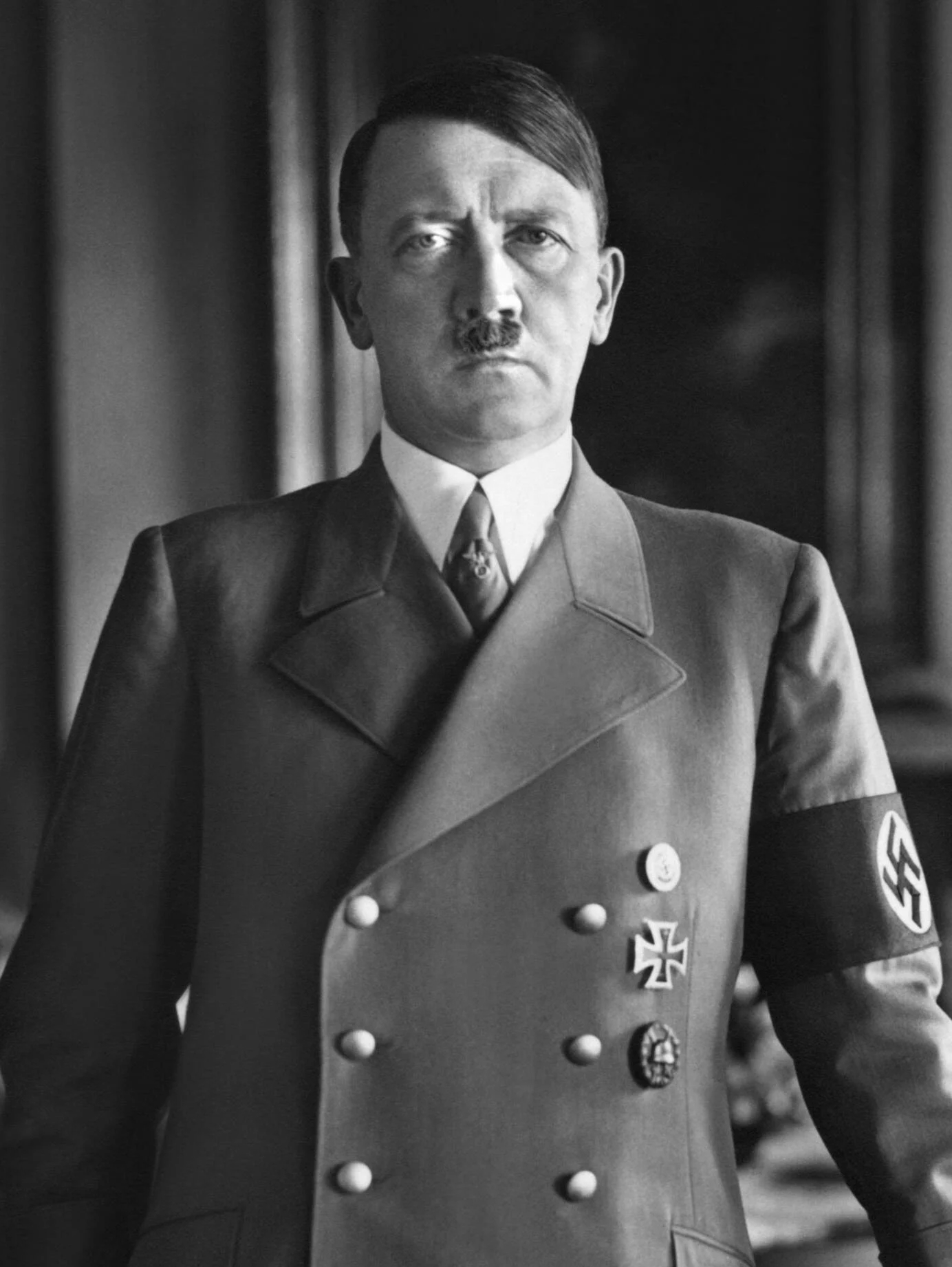
Adolf Hitler

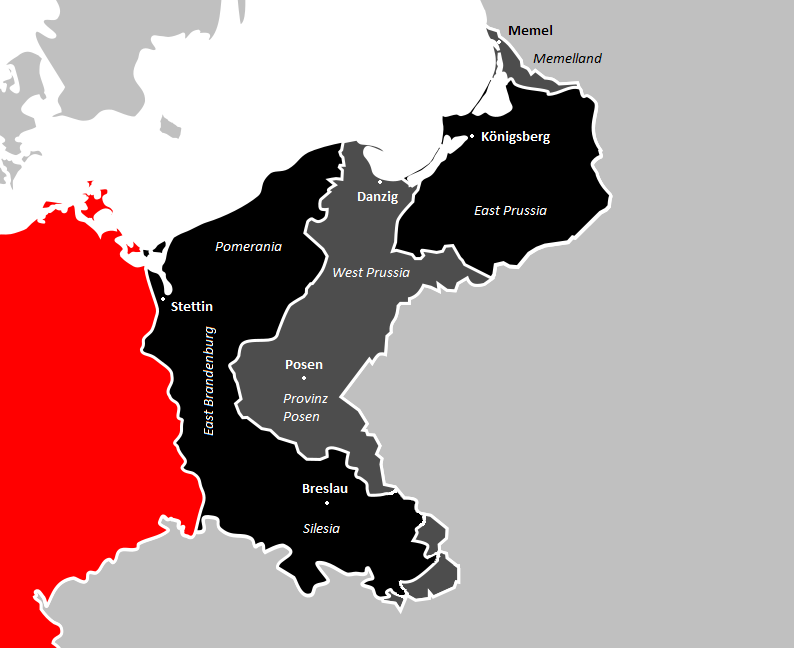
Território perdido após a Primeira Guerra Mundial
Território perdido após a Segunda Guerra Mundial
Alemanha atual

Após a nomeação de Hitler como novo chanceler, os nazistas usaram a ausência de Franz von Papen como uma oportunidade para nomear Hermann Göring comissário federal para o Ministério do Interior da Prússia. As eleições para o Reichstag de 5 de março de 1933 fortaleceram a posição do Partido Nacional Socialista dos Trabalhadores Alemães ( NSDAP ou Partido "Nazista"), embora não tenham alcançado a maioria absoluta. 
O edifício do Reichstag foi incendiado algumas semanas antes, em 27 de fevereiro, e um novo Reichstag foi inaugurado na Igreja da Guarnição de Potsdam em 21 de março de 1933, na presença do presidente Paul von Hindenburg. Em uma reunião repleta de propaganda entre Hitler e o Partido Nazista, o "casamento da velha Prússia com a jovem Alemanha" foi celebrado, para conquistar os monarquistas, conservadores e nacionalistas prussianos e induzi-los a apoiar e, posteriormente, votar a favor da Lei Concessão de 1933. 

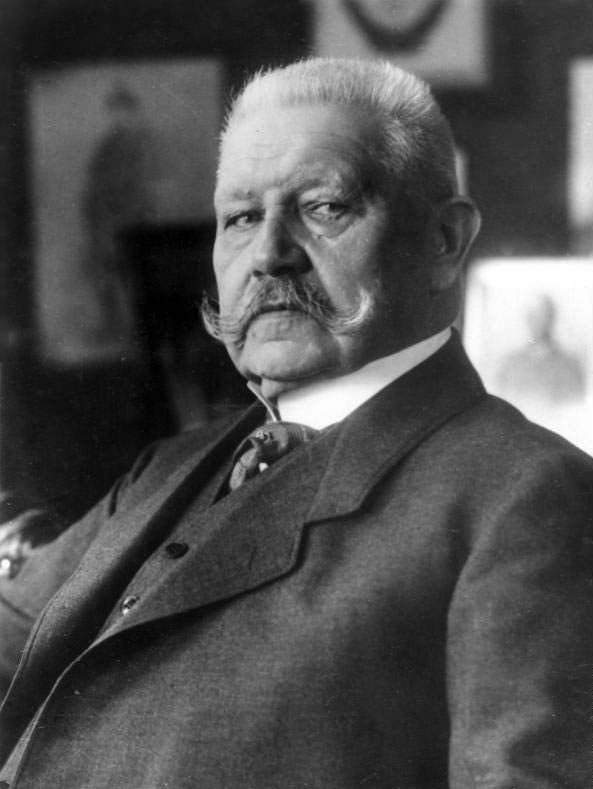
Paulo von Hindenburg

No estado centralizado criado pelos nazistas na "Lei sobre a Reconstrução do Reich" ("Gesetz über den Neuaufbau des Reichs", 30 de janeiro de 1934) e na "Lei sobre os Governadores do Reich" ("Reichsstatthaltergesetz", 30 de janeiro de 1935), os estados foram dissolvidos, de fato, se não de lei. Os landtage estaduais foram abolidos e os governos estaduais passaram a ser controlados pelos Reichsstatthaltern (Governadores do Reich), nomeados pelo chanceler. Paralelamente a isso, a organização do partido em distritos (Gaue) ganhou importância crescente, pois o oficial responsável por um Gau (cujo chefe era chamado de Gauleiter) foi novamente nomeado pelo chanceler que era ao mesmo tempo chefe do Partido Nazista. 
Essa política centralizadora foi ainda mais longe na Prússia. De 1934 a 1945, quase todos os ministérios foram fundidos e apenas alguns departamentos conseguiram manter sua independência. O próprio Hitler tornou-se formalmente governador da Prússia. Entretanto, suas funções foram exercidas por Hermann Göring como primeiro-ministro prussiano. 
Conforme previsto na "Lei da Grande Hamburgo" ("Groß-Hamburg-Gesetz"), ocorreram certas trocas de território. A Prússia foi ampliada em 1º de abril de 1937, por exemplo, pela incorporação da Cidade Livre e Hanseática de Lübeck. 
As terras prussianas transferidas para a Polônia após o Tratado de Versalhes foram reanexadas durante a Segunda Guerra Mundial. Entretanto, a maior parte desse território não foi reintegrada à Prússia, mas atribuída ao Gaue separado de Danzig-Prússia Ocidental e Wartheland durante grande parte da guerra. 

### Fim da Prússia

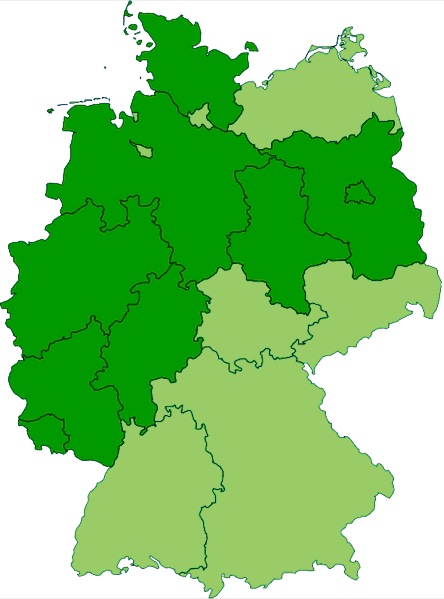
Mapa dos atuais estados da Alemanha (em verde escuro) que estão completamente ou principalmente situados dentro das antigas fronteiras do Reino da Prússia da Alemanha Imperial

As áreas a leste da Linha Oder-Neisse, principalmente a Prússia Oriental, a Prússia Ocidental, a Pomerânia e a Silésia, foram anexadas pela Polônia e pela União Soviética em 1945 devido ao Tratado de Potsdam entre três dos Aliados: os Estados Unidos, o Reino Unido e a União Soviética. Isso incluía importantes cidades prussianas como Danzig, Königsberg, Breslau e Stettin. A população fugiu, principalmente para as zonas ocidentais, ou foi expulsa. 
Como parte de seus objetivos de guerra, os aliados ocidentais buscavam a abolição da Prússia. Inicialmente, Stalin se contentou em manter o nome, já que os russos tinham uma visão histórica diferente de seu vizinho e, por vezes, antigo aliado. No entanto, pela Lei n.º 46, que foi aceite e implementada pelo Conselho de Controlo Aliado em 25 de Fevereiro de 1947, a Prússia foi oficialmente proclamada dissolvida. 
Na zona de ocupação soviética, que se tornou a Alemanha Oriental (oficialmente, a República Democrática Alemã) em 1949, os antigos territórios prussianos foram reorganizados nos estados de Brandemburgo e Saxônia-Anhalt, com as partes restantes da Província da Pomerânia indo para Mecklemburgo-Pomerânia Ocidental. Esses estados foram de fato abolidos em 1952 em favor dos Bezirke (distritos), mas foram recriados após a reunificação alemã em 1990. 
Nas Zonas Ocidentais de ocupação, que se tornaram a Alemanha Ocidental (oficialmente, a República Federal da Alemanha) em 1949, os antigos territórios prussianos foram divididos entre Renânia do Norte-Vestfália, Baixa Saxônia, Hesse, Renânia-Palatinado e Schleswig-Holstein. Württemberg-Baden e Württemberg-Hohenzollern foram posteriormente fundidos com Baden para criar o estado de Baden-Württemberg. A região do Sarre, que era administrada pelos franceses como um protetorado separado do resto da Alemanha Ocidental, foi admitida na República Federal da Alemanha como um estado separado após o referendo do Estatuto do Sarre de 1955. 
Um ano depois, em 1957, a Fundação do Patrimônio Cultural Prussiano foi criada e implementada por estatutos federais na Alemanha Ocidental, em resposta a uma decisão do Tribunal Constitucional Federal da Alemanha. O objetivo fundamental desta instituição é proteger o legado cultural da Prússia. Em 2021, a empresa continua operando em sua sede em Berlim. 

## Marcos administrativos e constitucionais
Em meados do século XVI, os marquês de Brandemburgo tornaram-se altamente dependentes das propriedades (representando condes, senhores, cavaleiros e cidades, mas não prelados, devido à Reforma Protestante em 1538).  Os passivos e os rendimentos fiscais do margraviato, bem como as finanças do margrave, estavam nas mãos do Kreditwerk, uma instituição não controlada pelo eleitor, e do Großer Ausschuß (Grande Comité) dos estados.  Isto deveu-se às concessões feitas pelo Eleitor Joaquim II em 1541 em troca de ajuda financeira das propriedades; no entanto, o Kreditwerk faliu entre 1618 e 1625.  Os marquês tiveram ainda de ceder ao veto dos estados em todas as questões relativas ao "melhor ou pior do país", em todos os compromissos legais e em todas as questões relativas à penhora ou venda dos bens imóveis do eleitor. 
Para reduzir a influência dos estados, em 1604, Joaquim III Frederico criou um conselho chamado Geheimer Rat für die Kurmark (Conselho Privado para o Eleitorado), que em vez dos estados funcionaria como o conselho consultivo supremo para o eleitor.  Embora o conselho tenha sido estabelecido permanentemente em 1613, ele não conseguiu ganhar qualquer influência até 1651, devido à Guerra dos Trinta Anos  (1618–1648).
Até depois da Guerra dos Trinta Anos, os vários territórios de Brandemburgo-Prússia permaneceram politicamente independentes uns dos outros,  ligados apenas pelo superior feudal comum.  Frederico Guilherme (governou de 1640 a 1688), que imaginou a transformação da união pessoal numa união real,  começou a centralizar o governo Brandemburgo-Prussiano com uma tentativa de estabelecer o Geheimer Rat como uma autoridade central para todos os territórios em 1651, mas este projeto provou ser inviável.  Em vez disso, o eleitor continuou a nomear um governador ( Kurfürstlicher Rat ) para cada território, que na maioria dos casos era um membro do Geheimer Rat .  A instituição mais poderosa nos territórios continuou sendo o governo dos estados ( Landständische Regierung, chamado Oberratsstube na Prússia e Geheime Landesregierung em Mark e Cleves), que eram as agências governamentais mais altas em termos de jurisdição, finanças e administração.  O eleitor tentou equilibrar os governos dos estados criando câmaras Amtskammer para administrar e coordenar os domínios, a receita tributária e os privilégios do eleitor.  Tais câmaras foram introduzidas em Brandemburgo em 1652, em Cleves e Mark em 1653, na Pomerânia em 1654, na Prússia em 1661 e em Magdeburgo em 1680.  Também em 1680, o Kreditwerk ficou sob a égide do eleitor. 
O imposto especial de consumo de Frederico Guilherme I ( Akzise ), que a partir de 1667 substituiu o imposto sobre a propriedade cobrado em Brandemburgo para o exército permanente de Brandemburgo-Prússia com o consentimento dos estados, foi aumentado pelo eleitor sem consulta aos estados.  A conclusão da Segunda Guerra do Norte de 1655-1660 fortaleceu o eleitor politicamente, permitindo-lhe reformar a constituição de Cleves e Mark em 1660 e 1661 para introduzir funcionários leais a ele e independentes das propriedades locais.  No Ducado da Prússia, ele confirmou os privilégios tradicionais das propriedades prussianas em 1663,  mas este último aceitou a ressalva de que esses privilégios não deveriam ser usados para interferir no exercício da soberania do eleitor.  Tal como em Brandemburgo, Frederico Guilherme ignorou o privilégio dos estados prussianos de confirmar ou vetar impostos cobrados pelo eleitor: enquanto em 1656 foi criado um Akzise com o consentimento dos estados, o eleitor cobrou à força impostos não aprovados pelos estados prussianos pela primeira vez em 1674.  A partir de 1704, os estados prussianos renunciaram de facto ao seu direito de aprovar os impostos dos eleitores, embora formalmente ainda tivessem o direito de o fazer.  Em 1682, o eleitor introduziu uma Akzise na Pomerânia e em 1688 em Magdeburg,  enquanto em Cleves e Mark uma Akzise foi introduzida apenas entre 1716 e 1720. Devido às reformas de Frederico Guilherme I, o rendimento do Estado triplicou durante o seu reinado e a carga fiscal por súbdito atingiu um nível duas vezes superior ao de França. 

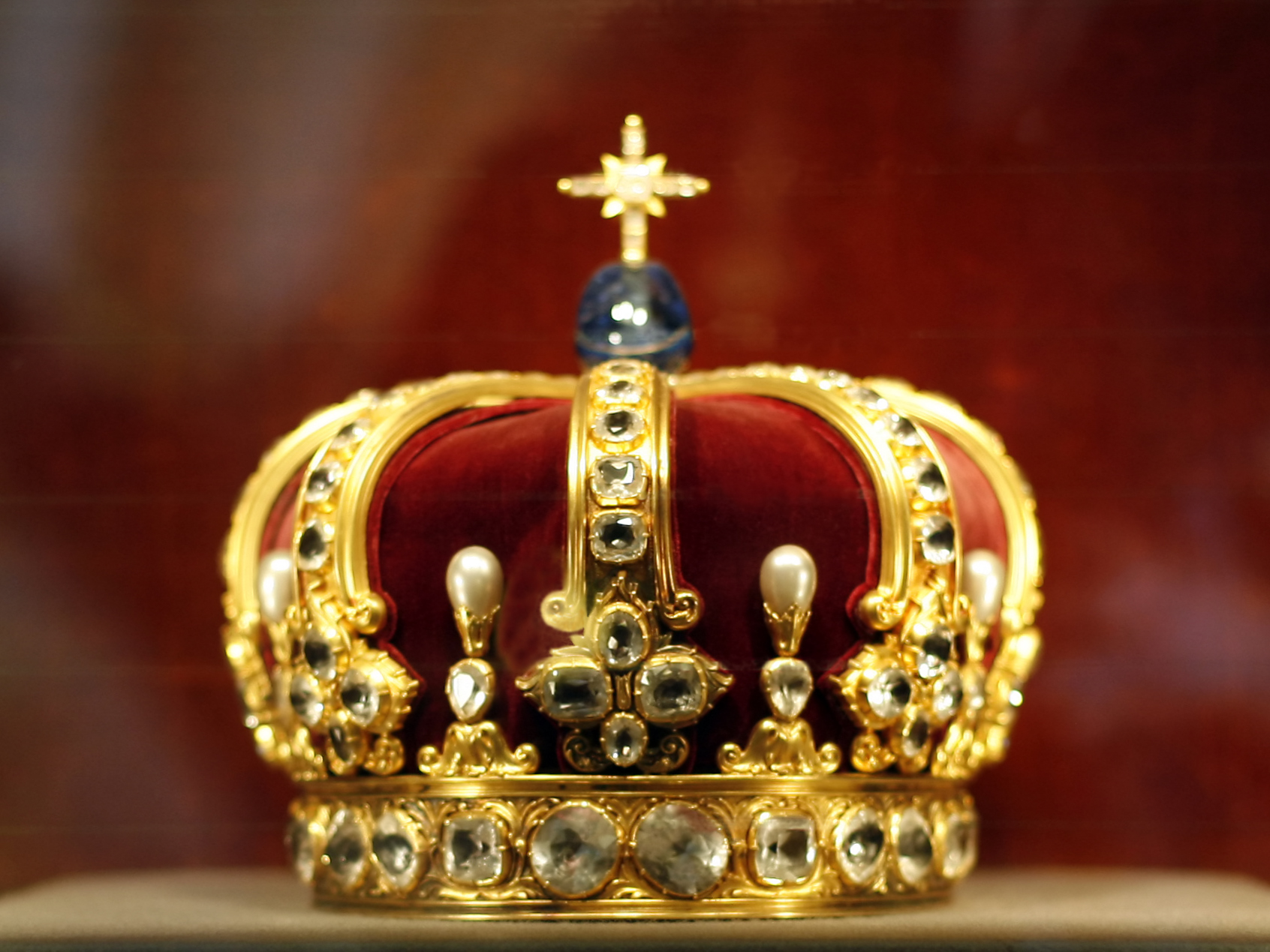
Coroa do Rei da Prússia (Coleção do Castelo de Hohenzollern)

Sob o governo de Frederico III (I) (reinado: 1688–1713), os territórios prussianos de Brandemburgo foram de facto reduzidos a províncias da monarquia.  O testamento de Frederico Guilherme teria dividido Brandemburgo-Prússia entre seus filhos, mas seu filho primogênito Frederico III (I), com o apoio do imperador, conseguiu se tornar o único governante com base no Tratado da Casa de Gera de 1599, que proibia a divisão dos territórios Hohenzollern.  Em 1689, foi criada uma nova câmara central para todos os territórios Brandemburgo-Prussianos, chamada Geheime Hofkammer (a partir de 1713: Generalfinanzdirektorium ). Esta câmara funcionava como uma agência superior das câmaras Amtskammer dos territórios.  O Comissariado Geral da Guerra (Generalkriegskommissariat) surgiu como uma segunda agência central, superior às agências locais do Kriegskommissariat, inicialmente preocupadas com a administração do exército, mas antes de 1712 transformadas em uma agência também preocupada com tarefas gerais de impostos e polícia. 
O Reino da Prússia funcionou como uma monarquia absoluta até as revoluções alemãs de 1848-1849, após as quais a Prússia se tornou uma monarquia constitucional e o rei Frederico Guilherme IV nomeou Adolf Heinrich von Arnim-Boitzenburg como primeiro primeiro-ministro da Prússia (Ministerpräsident).  A primeira constituição da Prússia de 1848, mas só teve efeito por um breve período, pois foi imposta ao rei. A Constituição prussiana de 1850 estabeleceu um parlamento bicameral. A câmara baixa, a Câmara dos Representantes da Prússia, representava todos os contribuintes, que eram divididos em três classes de acordo com o valor dos impostos pagos. Isso garantiu o domínio dos elementos mais abastados da população. A câmara alta (Primeira Câmara ou Erste Kammer), mais tarde renomeada Câmara dos Lordes da Prússia (Herrenhaus), era nomeada pelo rei. Ele manteve plena autoridade executiva e os ministros eram responsáveis somente perante ele. Como resultado, o domínio das classes proprietárias de terras, os Junkers, permaneceu ininterrupto, especialmente nas províncias orientais. A Polícia Secreta Prussiana, formada em resposta às revoluções alemãs de 1848-1849, auxiliou o governo conservador.

### Prússia dentro da República de Weimar

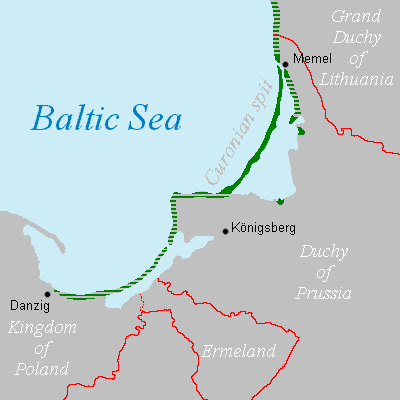
Em 1649, os assentamentos de Kursenieki ao longo da costa báltica da Prússia Oriental se estendiam de Memel (Klaipėda) a Danzig (Gdańsk).

Ao contrário de seu antecessor autoritário pré-1918, a Prússia de 1918 a 1932 foi uma democracia promissora dentro da Alemanha. A abolição do poder político da aristocracia transformou a Prússia em uma região fortemente dominada pela ala esquerda do espectro político, com a "Berlim Vermelha" e o centro industrial da Região do Ruhr exercendo grande influência. Durante este período, uma coligação de partidos de centro-esquerda governou, predominantemente sob a liderança (1920-1932) do social-democrata da Prússia Oriental Otto Braun. Enquanto estava no cargo, Braun implementou diversas reformas (junto com seu Ministro do Interior, Carl Severing) que se tornaram modelos para a futura República Federal da Alemanha. Por exemplo, um primeiro-ministro prussiano só poderia ser forçado a deixar o cargo se houvesse uma "maioria positiva" para um possível sucessor. Este conceito, conhecido como voto construtivo de desconfiança, tornou-se parte da Lei Fundamental da República Federal da Alemanha. Os historiadores consideram o governo prussiano durante a década de 1920 como muito mais bem-sucedido do que o da Alemanha como um todo. 
Semelhante a outros estados alemães, tanto agora quanto naquela época, o poder executivo permaneceu investido em um Ministro-Presidente da Prússia e em leis estabelecidas por um Landtag eleito pelo povo.

## História social

### População

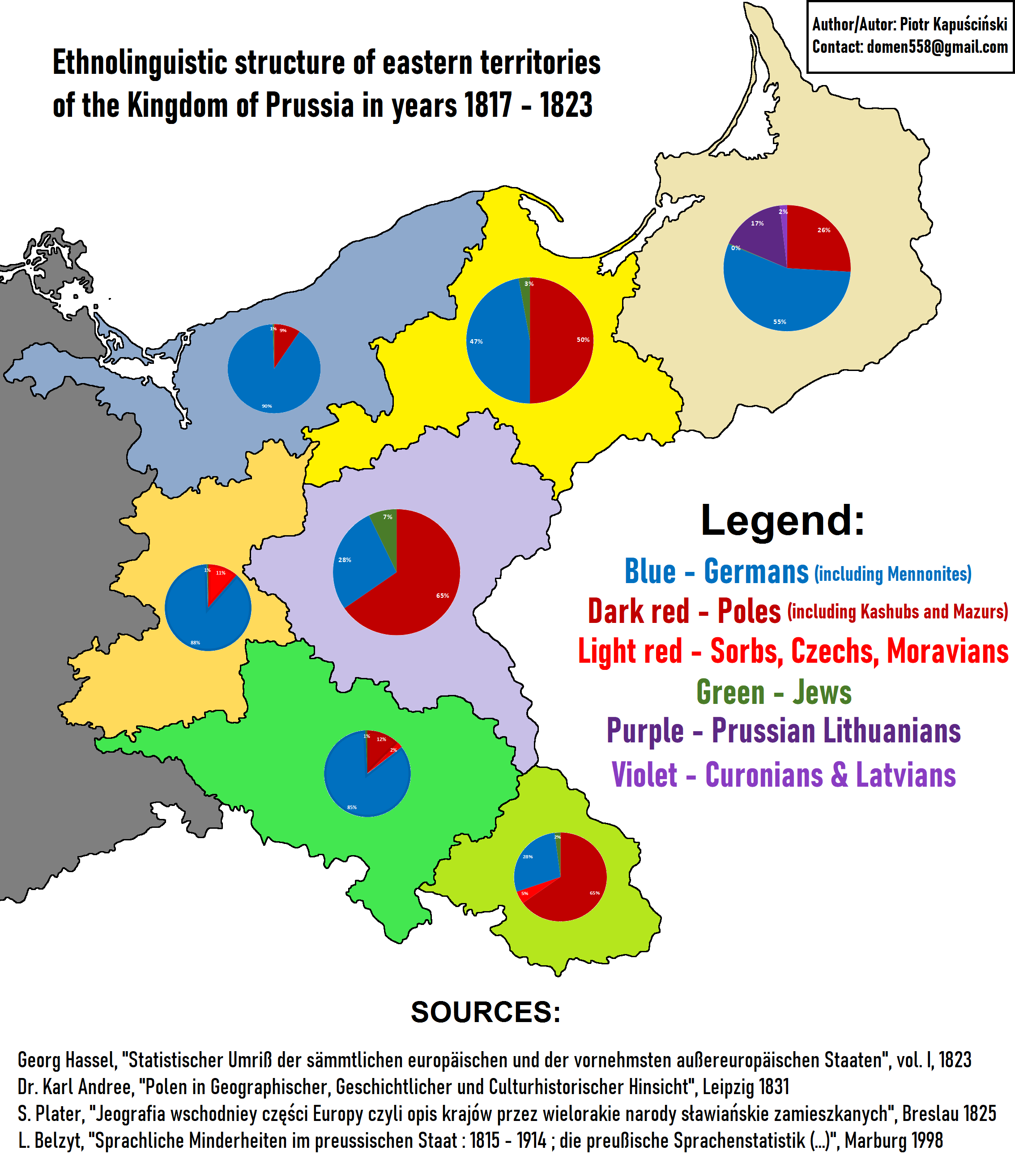
Estrutura étnica das regiões orientais da Prússia entre 1817 e 1823

Em 1871, a população da Prússia era de 24,69 milhões, representando 60% da população do Império Alemão.  A população cresceu rapidamente de 45 milhões em 1880 para 56 milhões em 1900, graças ao declínio da mortalidade, mesmo com o declínio das taxas de natalidade. Cerca de 6 milhões de alemães, principalmente famílias jovens, migraram para os Estados Unidos, especialmente para as regiões agrícolas do Centro-Oeste. Seu lugar na agricultura era frequentemente ocupado por jovens trabalhadores rurais poloneses. Além disso, um grande número de mineiros polacos mudou-se para a Alta Silésia e muitos alemães e polacos mudaram-se para empregos industriais nas cidades em rápido crescimento, especialmente na Renânia e na Vestfália.   Em 1910, a população havia aumentado para 40,17 milhões (62% da população do Império).  Em 1914, a Prússia tinha uma área de 354.490km2. Em maio de 1939, a Prússia tinha uma área de 297.007km2 e uma população de 41.915.040 habitantes.

### Etnia
Além dos alemães étnicos, o país era habitado também por minorias etnolinguísticas, como poloneses (incluindo cassubianos na Prússia Ocidental e mazures na Prússia Oriental), lituanos prussianos (na Prússia Oriental), sorábios (na Lusácia), tchecos e morávios (na Silésia), dinamarqueses (em Schleswig), judeus, frísios, holandeses, valões, russos (em Wojnowo), franceses, italianos, húngaros e outros. 

### Religião
O Ducado da Prússia foi o primeiro estado a adotar oficialmente o luteranismo em 1525. Após a Reforma, a Prússia foi dominada por duas grandes confissões protestantes: o luteranismo e o calvinismo. A maioria da população prussiana era luterana, embora houvesse minorias calvinistas dispersas nas partes central e ocidental do estado, especialmente Brandemburgo, Renânia, Vestfália e Hesse-Nassau. Em 1613, João Sigismundo, Eleitor de Brandemburgo e Grão-Duque da Prússia, declarou-se a favor do credo calvinista e transferiu a Catedral de Berlim da igreja luterana para a calvinista. As congregações luteranas e calvinistas de todo o reino foram fundidas em 1817 pela União Prussiana de Igrejas, que ficou sob rígido controle real.  Nas regiões protestantes, escreve Nipperdey:
Grande parte da vida religiosa era muitas vezes convencional e superficial por qualquer padrão humano normal. O Estado e a burocracia mantiveram distância, preferindo dar de comer às igrejas e tratá-las como crianças. Eles viam as igrejas como canais para a educação, como um meio de incutir moralidade e obediência, ou de propagar coisas úteis, como a apicultura ou o cultivo da batata.
A Prússia recebeu uma população huguenote significativa após a emissão do Édito de Fontainebleau por Luís XIV da França e as seguintes dracenas. Os monarcas prussianos, começando com Frederico Guilherme, Eleitor de Brandemburgo, abriram o país aos refugiados calvinistas franceses em fuga. Em Berlim, eles construíram e adoraram em sua própria igreja, chamada Catedral Francesa, no Gendarmenmarkt. O tempo passou, e os reformados franceses se assimilaram à comunidade protestante mais ampla na Prússia. A região sul da Masúria, na Prússia Oriental, era composta principalmente por luteranos mazures germanizados. 
Depois de 1814, a Prússia continha milhões de católicos no oeste e no leste. Havia populações substanciais na Renânia, partes da Vestfália, partes orientais da Silésia, Prússia Ocidental, Ermland e na província de Posen.  As comunidades na Polônia eram frequentemente etnicamente polonesas, embora este não seja o caso da Silésia oriental, onde a maioria dos católicos eram alemães. Durante o Kulturkampf do século XIX, os católicos prussianos foram proibidos de desempenhar quaisquer funções oficiais para o estado e eram amplamente desprezados. 
A Prússia continha uma comunidade judaica relativamente grande, concentrada principalmente em grandes áreas urbanas. De acordo com o censo de 1880, era o maior da Alemanha, com 363.790 indivíduos. 
Em 1925, 64,9% da população prussiana era protestante, 31,3% era católica, 1,1% era judia e 2,7% estava inserida em outras categorias religiosas. 

### População não alemã

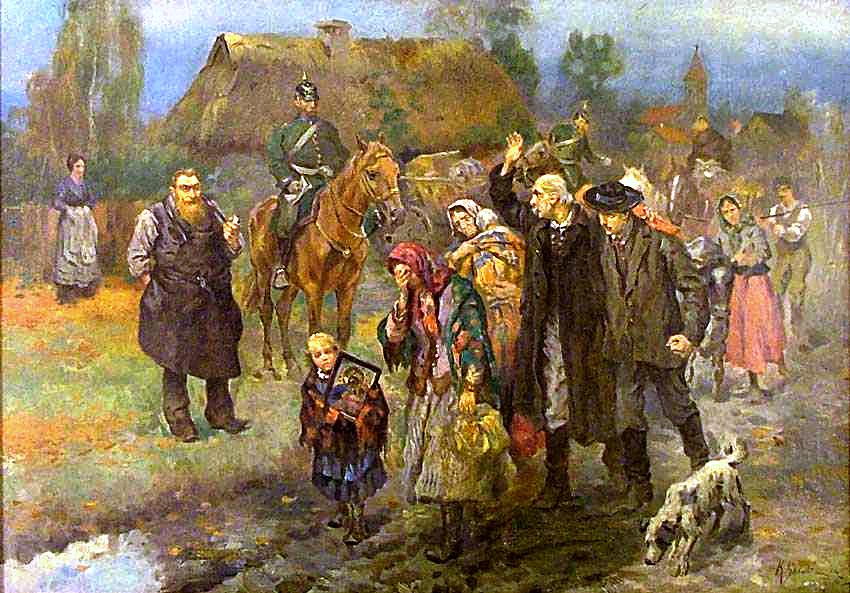
As deportações prussianas (Polenausweisungen) foram as expulsões em massa de poloneses étnicos entre 1885 e 1890.

Em 1871, aproximadamente 2,4 milhões de poloneses viviam na Prússia, constituindo a maior minoria.  Outras minorias eram judeus, dinamarqueses, frísios, holandeses, cassubianos (72.500 em 1905), mazures (248.000 em 1905), lituanos (101.500 em 1905), valões, checos, kursenieki e sorábios. 
A área da Grande Polônia, onde a nação polonesa se originou, tornou-se a Província de Posen após as Partições da Polônia. Os poloneses desta província de maioria polonesa (62% poloneses, 38% alemães) resistiram ao domínio alemão. Além disso, a porção sudeste da Silésia (Alta Silésia) tinha maioria polonesa. Mas os católicos e os judeus não tinham o mesmo estatuto que os protestantes. 
Como resultado do Tratado de Versalhes em 1919, a Segunda República Polonesa recebeu não apenas essas duas áreas, mas também áreas com maioria alemã na província da Prússia Ocidental. Após a Segunda Guerra Mundial, a Prússia Oriental, a maior parte da Pomerânia e da Silésia e a parte oriental de Brandemburgo foram anexadas pela União Soviética ou entregues à Polônia, e as populações de língua alemã foram expulsas à força.

### Educação
Os estados alemães do século XIX eram líderes mundiais em educação de prestígio e a Prússia ditava o ritmo.   Para os meninos, a educação pública gratuita era amplamente disponível, e o sistema de ginásio para estudantes de elite era altamente profissionalizado. O sistema universitário moderno surgiu a partir das universidades alemãs do século XIX, especialmente a Universidade Friedrich Wilhelm (hoje chamada Universidade Humboldt de Berlim). Foi pioneira no modelo de universidade de investigação com percursos profissionais bem definidos para os professores.  Os Estados Unidos, por exemplo, prestaram muita atenção aos modelos alemães. Famílias focadas em educar seus filhos. A educação tradicional para meninas era geralmente fornecida pelas mães e governantas. Famílias de elite preferiam cada vez mais internatos em conventos católicos para suas filhas. As leis Kulturkampf da Prússia, na década de 1870, limitaram as escolas católicas, abrindo assim caminho para um grande número de novas escolas privadas para meninas. 

## Continuação das tradições prussianas
Os estados alemães no antigo território do Estado Livre da Prússia são estados sucessores da Prússia em termos legais, particularmente em termos de direito constitucional e internacional. Por exemplo, o estado da Renânia do Norte-Vestfália está vinculado à concordata que o Estado Livre da Prússia concluiu com a Santa Sé.  
Apesar de sua dissolução em 1947, muitos aspectos da Prússia foram preservados até hoje na vida cotidiana, na cultura, no esporte e até mesmo nos nomes.

### Governo federal
- No governo federal, de acordo com a visão predominante, a República Federal da Alemanha, como sujeito de direito internacional, é idêntica ao estado federal iniciado e dominado pela Prússia, que foi fundado em 1867 sob o nome de Confederação da Alemanha do Norte e expandido para o Império Alemão em 1871.
- A capital da Prússia, Berlim, também se tornou a capital do império recém-fundado em 1871. A resolução da capital de 1991, que designou Berlim como capital federal da Alemanha reunificada, a "República de Berlim", segue essa tradição. Várias instituições federais usam edifícios de antigas instituições prussianas, por exemplo, o Bundesrat usa o edifício da Câmara dos Lordes da Prússia. O Presidente Federal tem a sua primeira residência oficial no Palácio de Bellevue, o primeiro edifício clássico da Prússia. [87] Como escudo central do brasão do Reich, o brasão do estado prussiano é retratado no frontão acima da entrada principal do edifício do Reichstag.
- O voto construtivo de desconfiança ancorado na Lei Fundamental da República Federal da Alemanha, que só permite que o chefe de governo seja destituído se um novo sucessor for eleito simultaneamente, é baseado diretamente em uma regulamentação constitucional do Estado Livre da Prússia.
- A condecoração de guerra prussiana, a Cruz de Ferro, é, em uma forma modificada, o símbolo da Bundeswehr.
- Seguindo a tradição do 1º Regimento de Guardas a Pé, que foi introduzido em 1806 como o regimento pessoal do Rei da Prússia, o batalhão de guardas do Ministério Federal da Defesa o seguiu.
- Como parte das visitas de Estado, a marcha de apresentação de Frederico Guilherme III é uma parte regular do protocolo diplomático federal na recepção com honras militares e a marcha pela frente da formação de honra do batalhão de guarda no Ministério Federal da Defesa é realizada. [88]
- A estrela da polícia, o emblema da Polícia Federal e do Feldjäger do Bundeswehr, é derivada da Estrela da Guarda Prussiana, que remonta à estrela de oito pontas do peito da Ordem da Águia Negra. A estrela da guarda também pode ser encontrada nos sinos do corpo de música do Bundeswehr.
- Em 2002, o então Ministro Social de Brandemburgo, Alwin Ziel, sugeriu nomear o novo estado federal planejado de Berlim-Brandemburgo "Prússia".  [89]

### Dentro da Alemanha
- O brasão de armas do estado da Saxônia-Anhalt mostra, entre outras coisas, a águia prussiana.
- O grande brasão de Baden-Württemberg contém o brasão da casa dos Hohenzollerns.
- O modelo de governo e administração prussiano foi decisivo para um grande número de instituições políticas em nível estadual e ainda é expresso hoje em termos como Ministro-Presidente, Regierungsbezirk e Landrat. As atuais associações regionais da Renânia do Norte-Vestfália remontam às associações provinciais prussianas.
- A Associação Regional da Renânia, na Renânia do Norte-Vestfália - dando continuidade à tradição da Província do Reno e sua associação provincial - também tem a águia prussiana na parte superior do brasão da associação.
- Os estados no antigo território do Estado Livre da Prússia são estados sucessores da Prússia em termos legais, particularmente em termos de direito constitucional e internacional. A Renânia do Norte-Vestfália, o maior estado sucessor da Prússia, [90] mantém a sua história prussiana e a cultura da memória na forma dos Museus Prussianos em Wesel e Minden.

### Nas igrejas
- A União das Igrejas Evangélicas surgiu da Igreja Evangélica da União, uma associação eclesiástica das igrejas regionais protestantes da Antiga Prússia, ou seja, H. das igrejas cuja área já pertencia à Prússia antes de 1866. [91]